# Olympische Sommerspiele 2000/Leichtathletik
| Leichtathletik bei den XXVII. Olympischen Spielen | Leichtathletik bei den XXVII. Olympischen Spielen |
|                                                   |                                                   |
| Informationen                                     | Informationen                                     |
| ------------------------------------------------- | ------------------------------------------------- |
| Datum:                                            | 22. September bis 1. Oktober 2000                 |
| Wettkampfort:                                     | Sydney                                            |
| Austragungsort:                                   | Australia Stadium                                 |
| Entscheidungen:                                   | 46 (24 , 22 )                                     |
| ← Atlanta 1996                                    | Athen 2004 →                                      |
|                                                   |                                                   |

| Olympische Spiele 2000 Medaillenspiegel Leichtathletik | Olympische Spiele 2000 Medaillenspiegel Leichtathletik | Olympische Spiele 2000 Medaillenspiegel Leichtathletik | Olympische Spiele 2000 Medaillenspiegel Leichtathletik | Olympische Spiele 2000 Medaillenspiegel Leichtathletik | Olympische Spiele 2000 Medaillenspiegel Leichtathletik |
| Platz                                                  | Mannschaft                                             |                                                        |                                                        |                                                        | Total                                                  |
| ------------------------------------------------------ | ------------------------------------------------------ | ------------------------------------------------------ | ------------------------------------------------------ | ------------------------------------------------------ | ------------------------------------------------------ |
| 1                                                      | USA                                                    | 7                                                      | 4                                                      | 5                                                      | 16                                                     |
| 2                                                      | Äthiopien                                              | 4                                                      | 1                                                      | 3                                                      | 8                                                      |
| 3                                                      | Polen                                                  | 4                                                      | –                                                      | –                                                      | 4                                                      |
| 4                                                      | Russland                                               | 3                                                      | 4                                                      | 6                                                      | 13                                                     |
| 5                                                      | Kenia                                                  | 2                                                      | 3                                                      | 2                                                      | 5                                                      |
| 6                                                      | Großbritannien                                         | 2                                                      | 2                                                      | 2                                                      | 6                                                      |
| 6                                                      | Kuba                                                   | 2                                                      | 2                                                      | 2                                                      | 6                                                      |
| 8                                                      | Deutschland                                            | 2                                                      | 1                                                      | 2                                                      | 5                                                      |
| 9                                                      | Belarus                                                | 2                                                      | –                                                      | 3                                                      | 5                                                      |
| 10                                                     | Bahamas                                                | 2                                                      | –                                                      | 1                                                      | 3                                                      |
| 11                                                     | Griechenland                                           | 1                                                      | 3                                                      | –                                                      | 4                                                      |
| 12                                                     | Rumänien                                               | 1                                                      | 2                                                      | 1                                                      | 4                                                      |
| 13                                                     | Australien                                             | 1                                                      | 2                                                      | –                                                      | 3                                                      |
| 14                                                     | Algerien                                               | 1                                                      | 1                                                      | 2                                                      | 4                                                      |
| 15                                                     | Nigeria                                                | 1                                                      | 1                                                      | –                                                      | 2                                                      |
| 15                                                     | Norwegen                                               | 1                                                      | 1                                                      | –                                                      | 2                                                      |
| 15                                                     | Tschechien                                             | 1                                                      | 1                                                      | –                                                      | 2                                                      |
| 18                                                     | Bulgarien                                              | 1                                                      | –                                                      | –                                                      | 1                                                      |
| 18                                                     | Volksrepublik China                                    | 1                                                      | –                                                      | –                                                      | 1                                                      |
| 18                                                     | Estland                                                | 1                                                      | –                                                      | –                                                      | 1                                                      |
| 18                                                     | Finnland                                               | 1                                                      | –                                                      | –                                                      | 1                                                      |
| 18                                                     | Japan                                                  | 1                                                      | –                                                      | –                                                      | 1                                                      |
| 18                                                     | Kasachstan                                             | 1                                                      | –                                                      | –                                                      | 1                                                      |
| 18                                                     | Litauen                                                | 1                                                      | –                                                      | –                                                      | 1                                                      |
| 18                                                     | Mosambik                                               | 1                                                      | –                                                      | –                                                      | 1                                                      |
| 26                                                     | Jamaika                                                | –                                                      | 5                                                      | 3                                                      | 8                                                      |
| 27                                                     | Italien                                                | –                                                      | 2                                                      | –                                                      | 2                                                      |
| 28                                                     | Marokko                                                | –                                                      | 1                                                      | 3                                                      | 4                                                      |
| 29                                                     | Südafrika                                              | –                                                      | 1                                                      | 2                                                      | 3                                                      |
| 30                                                     | Mexiko                                                 | –                                                      | 1                                                      | 1                                                      | 2                                                      |
| 30                                                     | Trinidad und Tobago                                    | –                                                      | 1                                                      | 1                                                      | 2                                                      |
| 32                                                     | Brasilien                                              | –                                                      | 1                                                      | –                                                      | 1                                                      |
| 32                                                     | Dänemark                                               | –                                                      | 1                                                      | –                                                      | 1                                                      |
| 32                                                     | Irland                                                 | –                                                      | 1                                                      | –                                                      | 1                                                      |
| 32                                                     | Lettland                                               | –                                                      | 1                                                      | –                                                      | 1                                                      |
| 32                                                     | Österreich                                             | –                                                      | 1                                                      | –                                                      | 1                                                      |
| 32                                                     | Saudi-Arabien                                          | –                                                      | 1                                                      | –                                                      | 1                                                      |
| 32                                                     | Sri Lanka                                              | –                                                      | 1                                                      | –                                                      | 1                                                      |
| 39                                                     | Ukraine                                                | –                                                      | –                                                      | 2                                                      | 2                                                      |
| 40                                                     | Barbados                                               | –                                                      | –                                                      | 1                                                      | 1                                                      |
| 40                                                     | Island                                                 | –                                                      | –                                                      | 1                                                      | 1                                                      |
| 40                                                     | Portugal                                               | –                                                      | –                                                      | 1                                                      | 1                                                      |
| 40                                                     | Schweden                                               | –                                                      | –                                                      | 1                                                      | 1                                                      |
| 40                                                     | Spanien                                                | –                                                      | –                                                      | 1                                                      | 1                                                      |

Bei den XXVII. Olympischen Spielen 2000 in der australischen Metropole Sydney fanden 46 Wettkämpfe in der Leichtathletik statt, 24 davon für Männer und 22 für Frauen.

## Teilnehmer
Ein versöhnliches Ereignis war der gemeinsame Einmarsch Süd- und Nordkoreas bei der Eröffnungsfeier. Das IOC hatte dem gemeinsamen Auftritt der beiden Nationen vor Beginn der Spiele zugestimmt. Dieses positive Zeichen für eine Annäherung der beiden Staaten wurde anschließend nach und nach wieder aufgeweicht und schlug spätestens nach den Olympischen Winterspielen 2006 in Turin ins Gegenteil um. Bis zu den Winterspielen 2018 in Pyeongchang rückten beide Länder politisch, wirtschaftlich und militärisch wieder weit auseinander.
Eine Parallele hatte es 1956 gegeben bei den ersten Olympischen Spielen auf dem australischen Kontinent in Melbourne. Dort waren die beiden Teams aus der Bundesrepublik Deutschland und der DDR erstmals mit einer gemeinsamen Mannschaft aufgetreten, was bis einschließlich 1964 so fortgeführt wurde, bevor es von 1968 bis 1988 jeweils zwei getrennte deutsche Teams gegeben hatte.

## Stadion

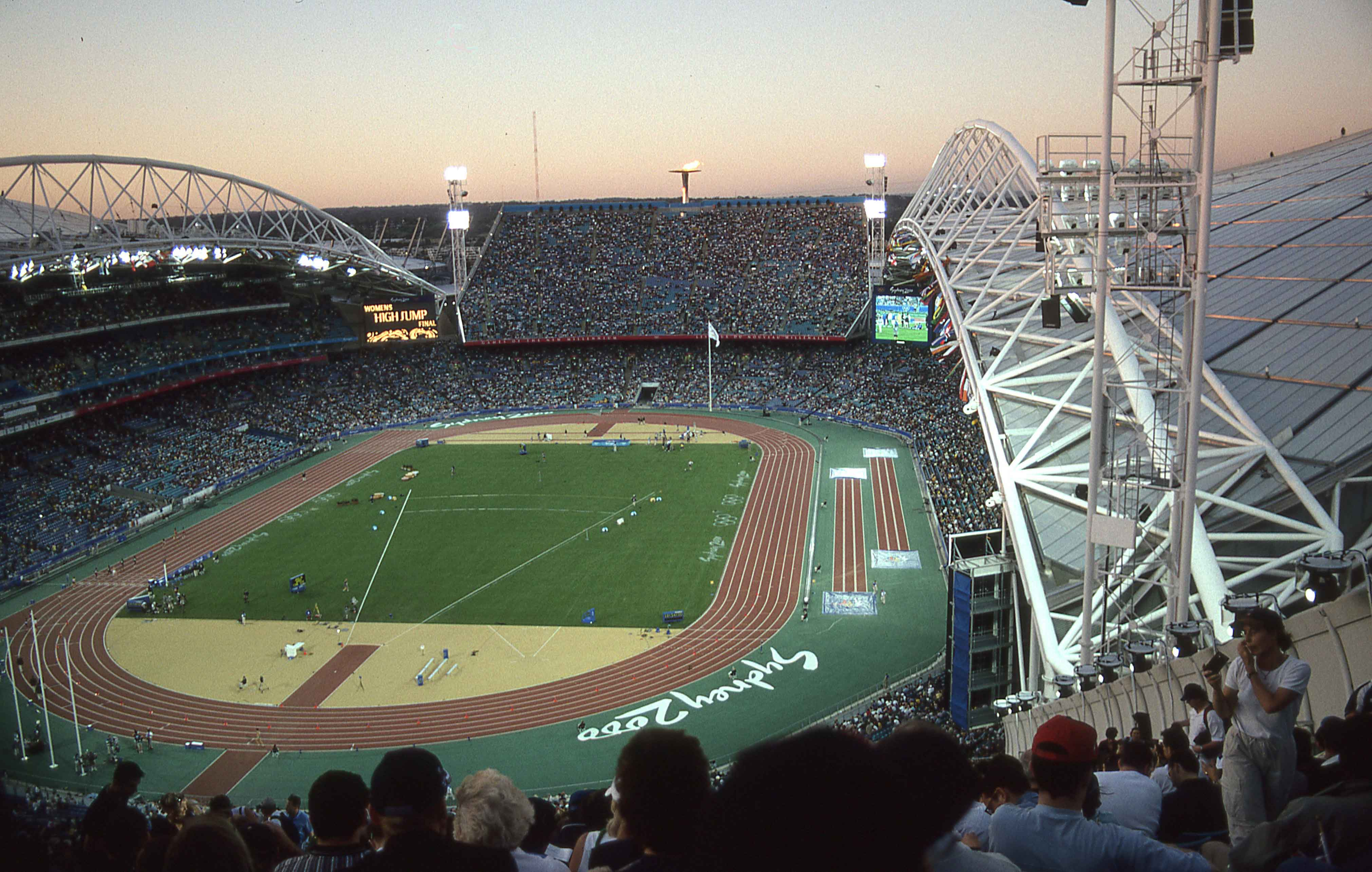
Das frühere ANZ Stadium von Sydney während der Olympischen Spiele 2000

Das ANZ Stadium wurde erbaut auf einem Gelände, in dem sich zuvor eine fünfzig Jahre alte Giftmüllkippe befunden hatte. Dort war unter anderem während des Vietnamkrieges das Entlaubungsmittel Agent Orange hergestellt worden. Richtlinien zur Entsorgung vor Baubeginn wurden gemeinsam mit Greenpeace entwickelt und umgesetzt.
Errichtet wurde eine edle Konstruktion aus Glas, Stahl und Kunststoff, die an ein Raumschiff erinnern soll. Es war das bis dahin größte Stadion der olympischen Geschichte mit einer Kapazität von 110.000 Sitzplätzen – 9000 mehr als vier Jahre zuvor in Atlanta.

## Wettbewerbe
Im Wettbewerbsangebot gab es zwei Erweiterungen im Programm der Frauen. Die neuen Wettbewerbe waren der Stabhochsprung und der Hammerwurf. Außerdem wurde die Distanz der Frauen-Gehenstrecke von zehn auf zwanzig Kilometer erhöht.
Das Angebot für Frauen hatte damit den Umfang der Männerwettbewerbe fast erreicht. Im Bereich Laufen fehlte nur noch der 3000-Meter-Hindernislauf, der allerdings bis einschließlich 2004 den Männern vorbehalten bleiben sollte. Darüber hinaus hatten die Frauen im Gehen nur eine Distanz zu absolvieren im Gegensatz zu zwei Strecken bei den Männern. Unterschiede gab und gibt es außerdem bezüglich der Hürdenhöhe in den beiden Hürdenläufen sowie der Länge der kürzeren Hürdenstrecke, die bei den Männern 110 Meter und bei den Frauen 100 Meter beträgt, um den unterschiedlichen Schrittlängen der Geschlechter Rechnung zu tragen. In den Wurfwettbewerben einschließlich dem Kugelstoßen waren und sind außerdem die Geräte – Kugel, Diskus, Hammer und Speer – im Frauenbereich etwas leichter als bei den Männern.

## Besondere Rolle der australischen Ureinwohner
In besonderer Weise wurden die Aborigines, die Ureinwohner Australiens ins Bild gerückt. Über Jahrhunderte hatten sie unter der Missachtung und Unterdrückung durch die Einwanderer leiden müssen. Erst 1960 waren ihnen die vollen Bürgerrechte, Anspruch auf Sozialleistungen und das Wahlrecht zuerkannt worden. Bei den Spielen in Sydney wollten die Organisatoren einen großen Schritt machen hin zur Anerkennung und Gleichberechtigung dieser Menschen. Verkörpert wurde diese Haltung in besonderer Weise durch die 400-Meter-Läuferin der Weltklasse Cathy Freeman, die selber eine Ureinwohnerin war und als Wortführerin für deren Emanzipation stand. Ihre Familie war in der Vergangenheit betroffen gewesen von den Übergriffen und der Rassendiskriminierung der neuen Herren. Cathy Freemans Großmutter hatte zur sogenannten Stolen Generation gehört, man hatte sie ihrer Mutter weggenommen und in ein staatliches Erziehungslager eingewiesen. Cathy Freeman entzündete das olympische Feuer und wurde Olympiasiegerin über 400 Meter. Millionen Australier unterstützten sie und fieberten mit ihr an den Fernsehgeräten oder live im Stadion.

## Doping
Offiziell gab es vier Dopingfälle in der Leichtathletik bei diesen Spielen.
- Marion Jones war von 2000 bis 2007 als dreifache Gold- und zweifache Bronzemedaillengewinnerin geführt worden. Ihr Fall wurde zu einem der spektakulärsten Dopingfälle der Leichtathletikgeschichte. Sie war zunächst die überragende Athletin dieser Spiele, folgende Medaillen hatte sie gewonnen: Gold über 100-, 200 Meter und mit der 4-mal-400-Meter-Staffel sowie Bronze mit der 4-mal-100-Meter-Staffel und im Weitsprung. Am 12. Dezember 2007 wurde sie nachträglich disqualifiziert. Sie hatte die Medaillen am 8. Oktober 2007 nach einem Dopinggeständnis bereits zurückgegeben.[6] Jones’ Medaillen im 200-Meter-Lauf und Weitsprung wurden an die nachfolgend platzierten Sportlerinnen vergeben. Im 100-Meter-Lauf blieb und bleibt der erste Platz vakant, weil ansonsten die ebenfalls stark in die Dopingproblematik verwickelte Griechin Ekaterini Thanou in die Goldposition aufgerückt wäre.[7] Die Disqualifikation der beiden US-Staffeln durch das IOC wurde nach einer Klage von sieben der acht betroffenen Athletinnen, der der Internationale Sportgerichtshof CAS im Juli 2010 stattgab, zurückgenommen.[8] So blieb alleine Marion Jones von der Aberkennung der beiden Staffelmedaillen betroffen.
- Antonio Pettigrew, USA – 400-Meter-Lauf (zunächst Siebter) und 4-mal-400-Meter-Staffel (zunächst Gold)[9]
- Bei Jerome Young war in einer Probe von 1999 Nandrolon gefunden worden. Er wurde nur im Staffel-Vorlauf eingesetzt und da die US-Staffel im Endlauf Gold gewann, erhielt auch Young den Regeln entsprechend zunächst eine Goldmedaille. Während längerer Rechtsstreitigkeiten entschied das IOC am 29. Juni 2004 zunächst, dass Jerome Young diese Goldmedaille abgeben müsse, während die anderen Mitglieder des Teams ihre Medaillen behalten durften.[10] Im Jahr 2012 erkannte das IOC dann doch dem kompletten Staffelteam der USA die Goldmedaillen offiziell ab. Die Mannschaft Nigerias wurde gleichzeitig zum Olympiasieger erklärt. Diese späte Ehrung kam für den nigerianischen Staffelläufer Sunday Bada zu spät – er war wenige Monate vor der Entscheidung des IOC verstorben.[11]
- Swetlana Pospelowa, Russland – 400-Meter-Lauf (zunächst Vierte ihres Vorlaufs und damit ausgeschieden)[12]

## Sportliche Erfolge
Das Leistungsniveau bei diesen Olympischen Spielen war wie so oft zu Zeiten solcher Höhepunkte für die Sportler hoch. Eine Rekordflut, wie in der Vergangenheit bei solchen Veranstaltungen immer wieder erlebt, gab es allerdings wie schon vier Jahre zuvor in Atlanta nicht. Das Level der Rekorde war inzwischen so hoch, dass es immer schwieriger wurde, bestehende Bestleistungen zu erreichen. Es wurde kein Weltrekord aufgestellt. Der olympische Rekord wurde in zwei neu ins Programm aufgenommenen Wettbewerben jeweils neu aufgestellt, in acht Disziplinen wurde er neunmal verbessert, davon viermal bei den Männern und fünfmal bei den Frauen.
- Olympische Rekorde im Einzelnen:
  - 1500-Meter-Lauf, Männer: 3:32,07 min – Noah Ngeny (Kenia), Finale
  - 20-km-Gehen, Männer: 1:18:59 h – Robert Korzeniowski (Polen)
  - Speerwurf, Männer: 89,85 m – Steve Backley (Großbritannien), Finale
  - Speerwurf, Männer: 90,17 m – Jan Železný (Tschechien), Finale
  - 5000-Meter-Lauf, Frauen: 14:40,79 min – Gabriela Szabo (Rumänien), Finale
  - 10.000-Meter-Lauf, Frauen: 30:17,49 min – Derartu Tulu (Äthiopien), Finale
  - Marathonlauf, Frauen: 2:23:14 h – Naoko Takahashi (Japan)
  - 20-km-Gehen, Frauen: 1:29:05 h (erster OR – Wang Liping (Volksrepublik China))
  - Stabhochsprung, Frauen: 4,60 m – Stacy Dragila (USA), Finale
  - Hammerwurf, Frauen: 71,16 m (erster OR – Kamila Skolimowska (Polen)), Finale
  - Speerwurf, Frauen: 68,91 m – Trine Hattestad (Norwegen), Finale

Außerdem gab es acht Kontinentalrekorde (drei Asienrekorde/zwei Afrikarekorde/zwei Ozeanienrekorde/ein Amerikarekord) und es wurden 65 Landesrekorde egalisiert oder verbessert. Darüber hinaus wurden vier nationale Bestleistungen aufgestellt.
Erfolgreichste Nation waren wieder einmal die Vereinigten Staaten. Allerdings mussten die US-Amerikaner Einbußen hinnehmen. Hatten sie 1996 noch dreizehn Goldmedaillen gewonnen, waren es jetzt nur noch sieben. Anstatt 23 Medaillen in der Gesamtzahl waren es hier in Sydney sechzehn. Dennoch konnten andere Nationen – wie früher teilweise die Sowjetunion oder die DDR – nicht mithalten. Die Leichtathleten aus Äthiopien und Polen stellten vier Olympiasieger. Drei Goldmedaillen gab es für Russland. Sechs weitere Nationen verbuchten je zwei Goldmedaillen für sich, dies waren Kenia, Großbritannien, Kuba, Deutschland, Belarus und die Bahamas. Für alle anderen Nationen gab es in der Leichtathletik höchstens eine Goldmedaille.
Bei den einzelnen Sportlern sind besonders folgende Leistungen zu nennen.
- Drei Athleten errangen jeweils zwei Goldmedaillen bei diesen Spielen:
  - Maurice Greene (USA) – 100-Meter- und 4-mal-100-Meter-Staffel.
  - Robert Korzeniowski (Polen) – 20- und 50-km-Gehen. Er war der erste Doppelsieger auf beiden klassischen Gehstrecken und hatte den 50-km-Wettbewerb bereits 1996 gewonnen.
  - Pauline Davis-Thompson (Bahamas) – 200-Meter-Lauf und 4-mal-100-Meter-Staffel. Ihre Goldmedaillen bekam sie erst nach der dopingbedingten Disqualifikation der US-Amerikanerin Marion Jones zugesprochen.
- Bemerkenswert waren folgende besondere Leistungen:
  - Jan Železný (Tschechien) gewann als erster Speerwerfer zum dritten Mal in Folge den Speerwurf.
  - Derartu Tulu (Äthiopien) gewann acht Jahre nach ihrem ersten Sieg 1992 hier noch einmal den 10.000-Meter-Lauf.
  - Heike Drechsler (Deutschland) war ebenfalls acht Jahre nach ihrem ersten Sieg im Weitsprung 1992 in Barcelona hier noch einmal erfolgreich.
  - Michael Johnson (USA) gewann nach seinen Siegen 1996 über 200- und 400 Meter sowie 1992 mit der 4-mal-400-Meter-Staffel seine insgesamt vierte olympische Goldmedaille.
- Darüber hinaus hatten weitere hier siegreiche Leichtathleten bereits bei früher ausgetragenen Olympischen Spielen Goldmedaillen errungen:
  - Haile Gebrselassie (Äthiopien) – 10.000-Meter-Lauf: Wiederholung seines Erfolgs von 1996
  - Jearl Miles Clark (USA) – 4-mal-400-Meter-Staffel: Wiederholung ihres Erfolgs von 1996

## Resultate Männer

### 100 m
| Platz | Athlet           | Land | Zeit (s) |
| ----- | ---------------- | ---- | -------- |
| 1     | Maurice Greene   | USA  | 09,87    |
| 2     | Ato Boldon       | TTO  | 09,99    |
| 3     | Obadele Thompson | BAR  | 10,04    |
| 4     | Dwain Chambers   | GBR  | 10,08    |
| 5     | Jon Drummond     | USA  | 10,09    |
| 6     | Darren Campbell  | GBR  | 10,13    |
| 7     | Kim Collins      | SKN  | 10,17    |
| DNF   | Aziz Zakari      | GHA  |          |

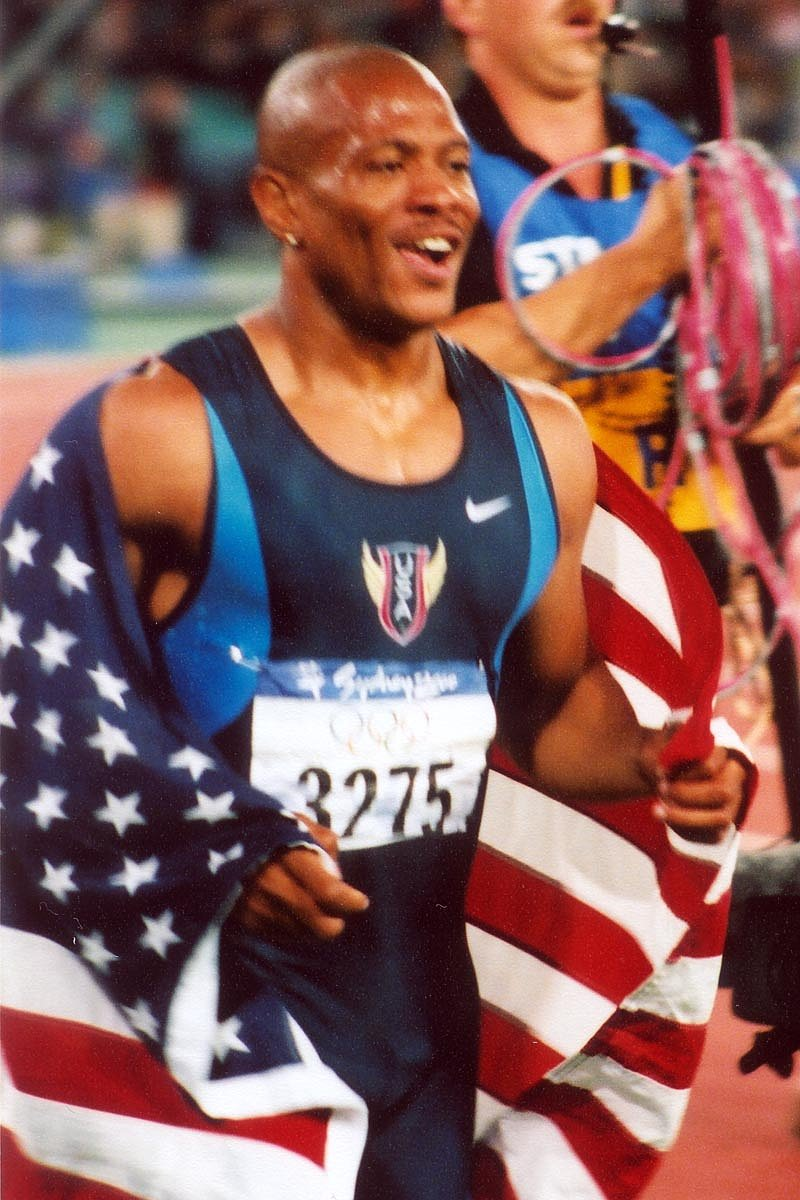
Olympiasieger Maurice Greene

Finale: 22. September 2000, 20:20 Uhr
Wind: −0,3 m/s

### 200 m
| Platz | Athlet                | Land | Zeit (s) |
| ----- | --------------------- | ---- | -------- |
| 1     | Konstantinos Kenteris | GRE  | 20,09    |
| 2     | Darren Campbell       | GBR  | 20,14    |
| 3     | Ato Boldon            | TTO  | 20,20    |
| 4     | Obadele Thompson      | BAR  | 20,20    |
| 5     | Christian Malcolm     | GBR  | 20,23    |
| 6     | Claudinei da Silva    | BRA  | 20,28    |
| 7     | Coby Miller           | USA  | 20,35    |
| 8     | John Capel            | USA  | 20,49    |

Finale: 28. September 2000, 20:20 Uhr
Wind: −0,6 m/s

### 400 m

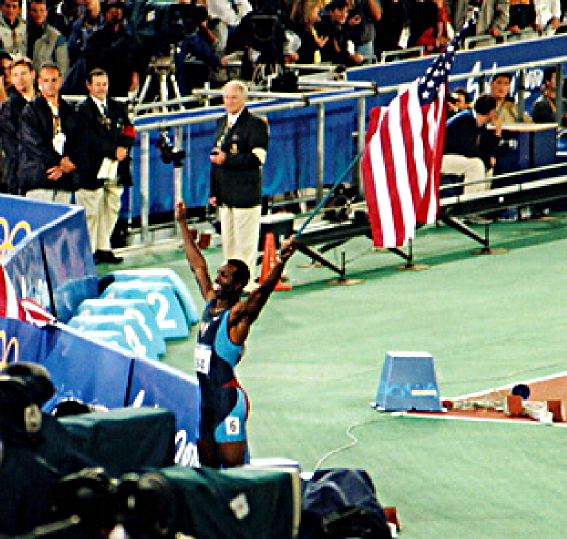
Der Sieger Michael Johnson gewann hier sein viertes Olympiagold

| Platz | Athlet               | Land | Zeit (s) |
| ----- | -------------------- | ---- | -------- |
| 1     | Michael Johnson      | USA  | 43,84    |
| 2     | Alvin Harrison       | USA  | 44,40    |
| 3     | Gregory Haughton     | JAM  | 44,70    |
| 4     | Sanderlei Parrela    | BRA  | 45,01    |
| 5     | Robert Maćkowiak     | POL  | 45,14    |
| 6     | Hendrick Mokganyetsi | RSA  | 45,26    |
| 7     | Danny McFarlane      | JAM  | 45,55    |
| DOP   | Antonio Pettigrew    | USA  | 45,42    |

Finale: 25. September 2000
Am 3. August 2008 wurde der zunächst siebtplatzierte Antonio Pettigrew wegen Dopingvergehens nachträglich disqualifiziert.

### 800 m
| Platz | Athlet             | Land | Zeit (min) |
| ----- | ------------------ | ---- | ---------- |
| 1     | Nils Schumann      | GER  | 1:45,08    |
| 2     | Wilson Kipketer    | DEN  | 1:45,14    |
| 3     | Djabir Saïd-Guerni | ALG  | 1:45,16    |
| 4     | Hezekiél Sepeng    | RSA  | 1:45,29    |
| 5     | André Bucher       | SUI  | 1:45,40    |
| 6     | Juri Borsakowski   | RUS  | 1:45,83    |
| 7     | Glody Dube         | BOT  | 1:46,24    |
| DSQ   | Andrea Longo       | ITA  |            |

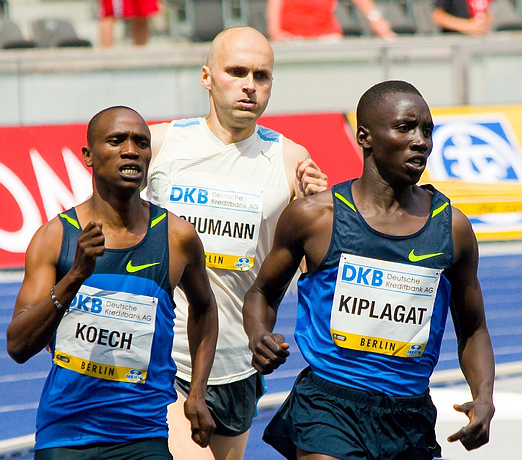
Olympiasieger Nils Schumann (hier an dritter Stelle liegend in einem Rennen des Jahres 2008)

Finale: 27. September 2000, 20:20 Uhr
Andrea Longo wurde disqualifiziert, weil er André Bucher gerempelt hatte.

### 1500 m
| Platz | Athlet              | Land | Zeit (min) |
| ----- | ------------------- | ---- | ---------- |
| 1     | Noah Ngeny          | KEN  | 3:32,07 OR |
| 2     | Hicham El Guerrouj  | MAR  | 3:32,32000 |
| 3     | Bernard Lagat       | KEN  | 3:32,44000 |
| 4     | Mehdi Baala         | FRA  | 3:34,14000 |
| 5     | Kevin Sullivan      | CAN  | 3:35,50000 |
| 6     | Daniel Zegeye       | ETH  | 3:36,78000 |
| 7     | Andrés Manuel Díaz  | ESP  | 3:37,27000 |
| 8     | Juan Carlos Higuero | ESP  | 3:38,91000 |

Finale: 29. September 2000, 20:00 Uhr

### 5000 m
| Platz | Athlet         | Land | Zeit (min) |
| ----- | -------------- | ---- | ---------- |
| 1     | Million Wolde  | ETH  | 13:35,49   |
| 2     | Ali Saïdi-Sief | ALG  | 13:36,20   |
| 3     | Brahim Lahlafi | MAR  | 13:36,47   |
| 4     | Fita Bayisa    | ETH  | 13:37,03   |
| 5     | David Chelule  | KEN  | 13:37,13   |
| 6     | Dagne Alemu    | ETH  | 13:37,17   |
| 7     | Serhij Lebid   | UKR  | 13:37,80   |
| 8     | Jirka Arndt    | GER  | 13:38,57   |

Finale: 30. September 2000, 20:50 Uhr

### 10.000 m
| Platz | Athlet               | Land | Zeit (min) |
| ----- | -------------------- | ---- | ---------- |
| 1     | Haile Gebrselassie   | ETH  | 27:18,20   |
| 2     | Paul Tergat          | KEN  | 27:18,29   |
| 3     | Assefa Mezgebu       | ETH  | 27:19,75   |
| 4     | Patrick Mutuku Ivuti | KEN  | 27:20,44   |
| 5     | John Cheruiyot Korir | KEN  | 27:24,75   |
| 6     | Saïd Bérioui         | MAR  | 27:37,83   |
| 7     | Toshinari Takaoka    | JPN  | 27:40,44   |
| 8     | Karl Keska           | GBR  | 27:44,09   |

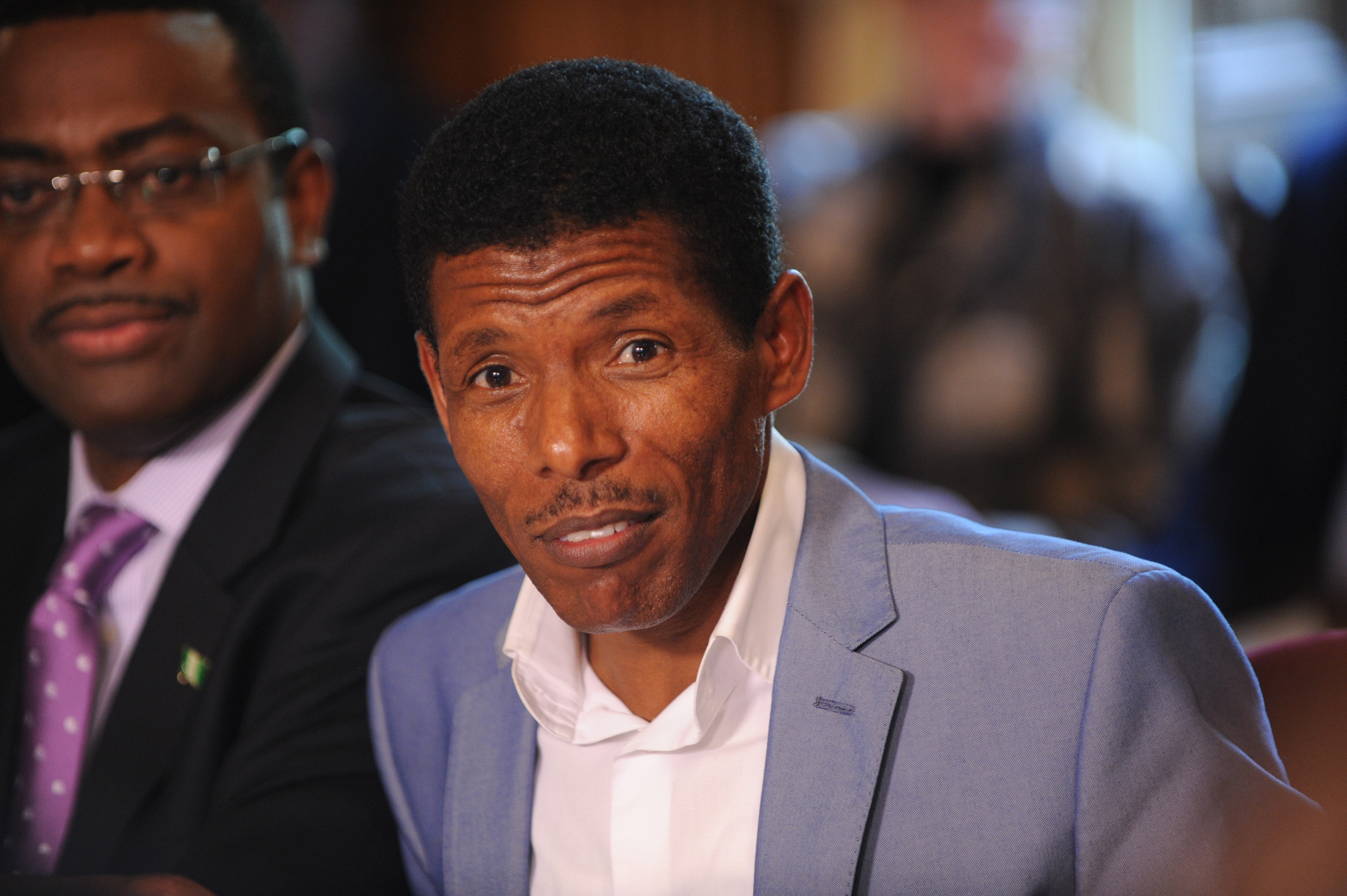
Olympiasieger Haile Gebrselassie (Foto: 2012)

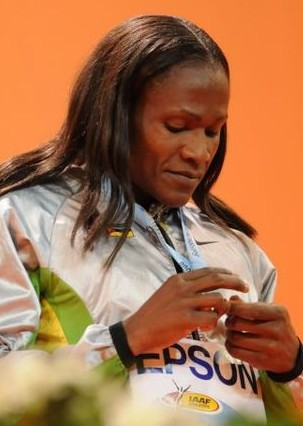
Am Ende setzte sich die Favoritin Maria Mutola als Olympiasiegerin durch

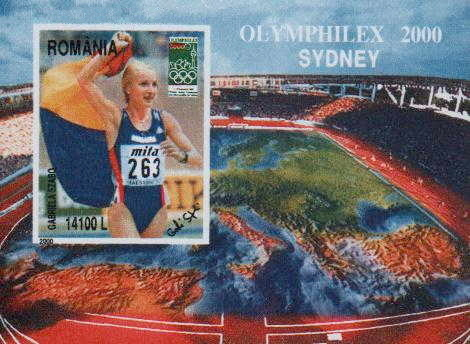
Olympiasiegerin Gabriela Szabo auf einer rumänischen Briefmarke

Finale: 25. September 2000, 22:00 Uhr

### Marathon
| Platz | Athlet                | Land | Zeit (h) |
| ----- | --------------------- | ---- | -------- |
| 1     | Gezahegne Abera       | ETH  | 2:10:11  |
| 2     | Erick Wainaina        | KEN  | 2:10:31  |
| 3     | Tesfaye Tola          | ETH  | 2:11:10  |
| 4     | Jon Brown             | GBR  | 2:11:17  |
| 5     | Giacomo Leone         | ITA  | 2:12:14  |
| 6     | Martín Fiz            | ESP  | 2:13:06  |
| 7     | Abdelkader El Mouaziz | MAR  | 2:13:49  |
| 8     | Mohamed Ouaadi        | FRA  | 2:14:04  |

Datum: 1. Oktober 2000, 16:00 Uhr

### 110 m Hürden

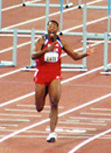
Olympiasieger Anier García

| Platz | Athlet              | Land | Zeit (s) |
| ----- | ------------------- | ---- | -------- |
| 1     | Anier García        | CUB  | 13,00    |
| 2     | Terrence Trammell   | USA  | 13,16    |
| 3     | Mark Crear          | USA  | 13,22    |
| 4     | Allen Johnson       | USA  | 13,23    |
| 5     | Colin Jackson       | GBR  | 13,28    |
| 6     | Florian Schwarthoff | GER  | 13,42    |
| 7     | Dudley Dorival      | HAI  | 13,49    |
| 8     | Robert Kronberg     | SWE  | 13,61    |

Finale: 25. September 2000, 20:40 Uhr
Wind: +0,6 m/s

### 400 m Hürden
| Platz | Athlet                  | Land | Zeit (s) |
| ----- | ----------------------- | ---- | -------- |
| 1     | Angelo Taylor           | USA  | 47,50    |
| 2     | Hadi Soua’an al-Somaily | KSA  | 47,53    |
| 3     | Llewellyn Herbert       | RSA  | 47,81    |
| 4     | James Carter            | USA  | 48,04    |
| 5     | Eronilde de Araújo      | BRA  | 48,34    |
| 6     | Paweł Januszewski       | POL  | 48,44    |
| 7     | Fabrizio Mori           | ITA  | 48,78    |
| 8     | Hennadij Horbenko       | UKR  | 49,01    |

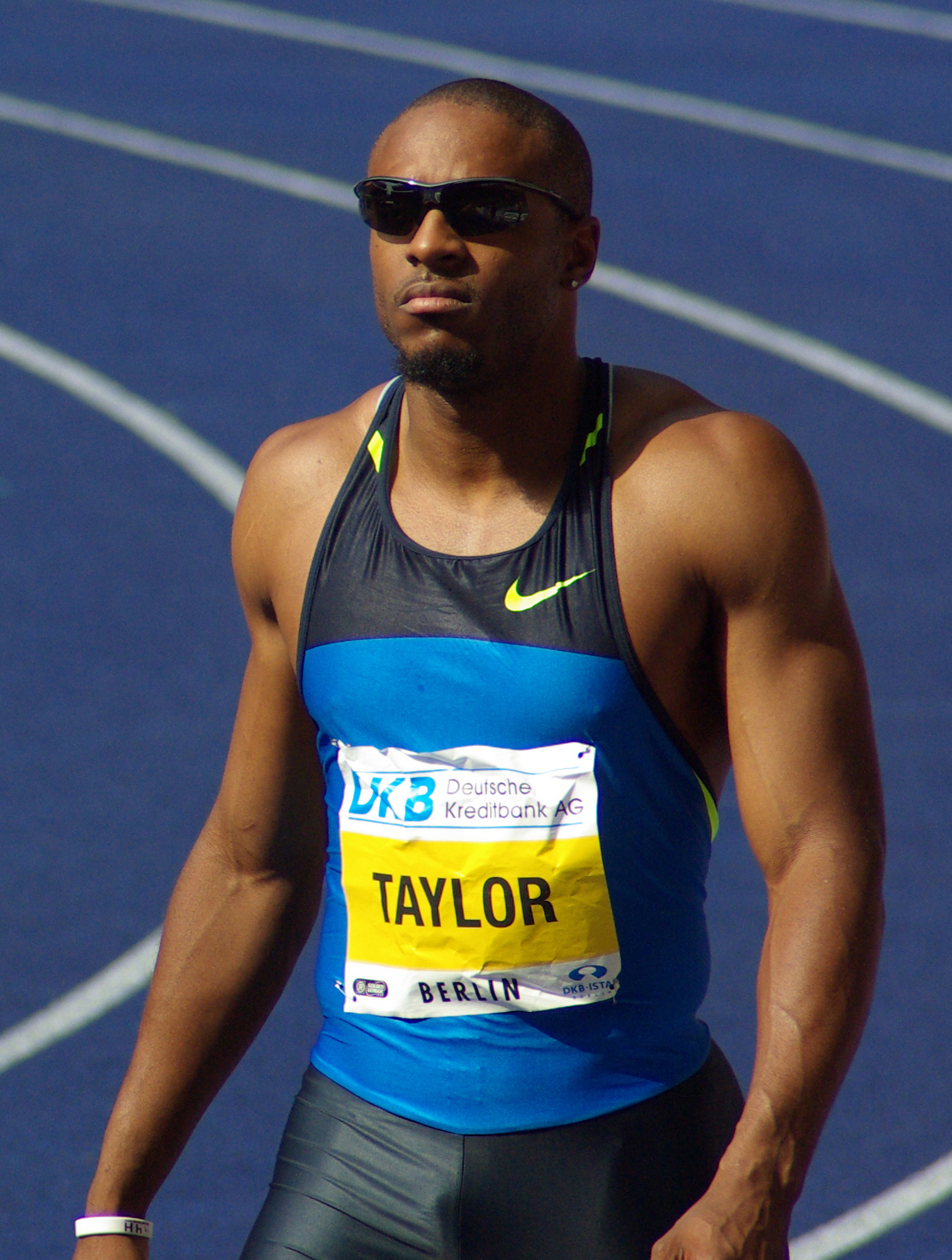
Goldmedaillengewinner Angelo Taylor

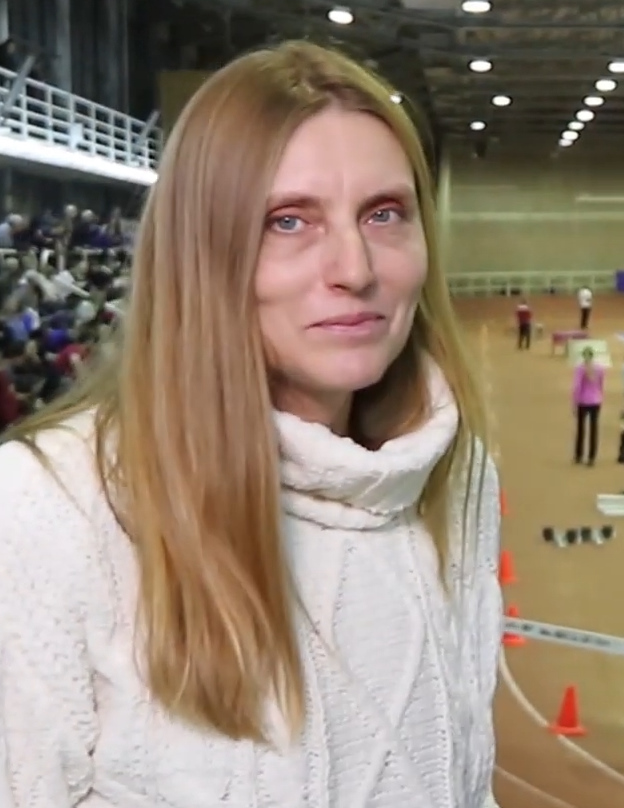
Mit eindeutigem Vorsprung siegte Irina Priwalowa (hier im Jahr 2020)

Finale: 27. September 2000, 20:35 Uhr

### 3000 m Hindernis
| Platz | Athlet               | Land | Zeit (min) |
| ----- | -------------------- | ---- | ---------- |
| 1     | Reuben Kosgei        | KEN  | 8:21,43    |
| 2     | Wilson Boit Kipketer | KEN  | 8:21,77    |
| 3     | Ali Ezzine           | MAR  | 8:22,15    |
| 4     | Bernard Barmasai     | KEN  | 8:22,23    |
| 5     | Luis Miguel Martín   | ESP  | 8:22,75    |
| 6     | Eliseo Martín        | ESP  | 8:23,00    |
| 7     | Brahim Boulami       | MAR  | 8:24,32    |
| 8     | Günther Weidlinger   | AUT  | 8:26,70    |

Finale: 29. September 2000, 19:25 Uhr

### 4 × 100 m Staffel
| Platz | Land       | Athleten | Zeit (s) |
| ----- | ---------- | --- | -------- |
| 1     | USA        | Jon Drummond (Halbfinale/Finale) Bernard Williams (Halbfinale/Finale) Brian Lewis Maurice Greene in den Vorläufen außerdem: Kenny Brokenburr Tim Montgomery | 37,61    |
| 2     | Brasilien  | Vicente de Lima Édson Ribeiro André da Silva Claudinei da Silva                                                                                             | 37,90    |
| 3     | Kuba       | José Angel Cesar Luis Alberto Pérez-Rionda Iván García Freddy Mayola                                                                                        | 38,04    |
| 4     | Jamaika    | Lindel Frater Dwight Thomas Christopher Williams (Halbfinale/Finale) Llewellyn Bredwood in den Vorläufen außerdem: Donovan Powell                           | 38,20    |
| 5     | Frankreich | Frédéric Krantz David Patros Christophe Cheval Needy Guims in den Vorläufen außerdem: Jérôme Éyana                                                          | 38,49    |
| 6     | Japan      | Shigeyuki Kojima Kōji Itō Shingo Suetsugu Nobuharu Asahara                                                                                                  | 38,66    |
| 7     | Italien    | Francesco Scuderi Alessandro Cavallaro Maurizio Checcucci Andrea Colombo                                                                                    | 38,67    |
| 8     | Polen      | Marcin Nowak Marcin Urbaś Piotr Balcerzak Ryszard Pilarczyk                                                                                                 | 38,96    |

Finale: 30. September 2000, 20:05 Uhr

### 4 × 400 m Staffel
| Platz | Land           | Athleten | Zeit (min) |
| ----- | -------------- | --- | ---------- |
| 1     | Nigeria        | Clement Chukwu Jude Monye (Halbfinale/Finale) Sunday Bada (Halbfinale/Finale) Enefiok Udo-Obong in den Vorläufen außerdem: Nduka Awazie Fidelis Gadzama                                                | 2:58,68    |
| 2     | Jamaika        | Michael Blackwood Gregory Haughton (Halbfinale/Finale) Christopher Williams (Finale) Danny McFarlane in den Vorläufen und Halbfinals außerdem: Sanjay Ayre in den Vorläufen außerdem: Michael McDonald | 2:58,78    |
| 3     | Bahamas        | Avard Moncur (Halbfinale/Finale) Troy McIntosh Carl Oliver Chris Brown in den Vorläufen außerdem: Timothy Munnings                                                                                     | 2:59,23    |
| 4     | Frankreich     | Emmanuel Front Marc Foucan Ibrahima Wade (Halbfinale/Finale) Marc Raquil (Halbfinale/Finale) in den Vorläufen außerdem: Pierre-Marie Hilaire Bruno Wavelet                                             | 3:01,02    |
| 5     | Großbritannien | Jared Deacon Daniel Caines Iwan Thomas Jamie Baulch | 3:01,22    |
| 6     | Polen          | Piotr Rysiukiewicz (Halbfinale/Finale) Robert Maćkowiak Piotr Długosielski Piotr Haczek (Halbfinale/Finale) in den Vorläufen außerdem: Filip Walotka Jacek Bocian                                      | 3:03,22    |
| 7     | Australien     | Brad Jamieson (Finale) Blair Young Patrick Dwyer Michael Hazel in den Vorläufen und Halbfinals außerdem: Casey Vincent                                                                                 | 3:03,91    |
| DOP   | USA            | Alvin Harrison Antonio Pettigrew (Finale) Calvin Harrison Michael Johnson (Finale) in den Vorläufen und Halbfinals außerdem: Jerome Young Angelo Taylor                                                | 2:56,35    |

30. September 2000, 22:20 Uhr
Am 2. August 2008 wurde der US-Staffel wegen der Dopingfälle mit Antonio Pettigrew und Jerome Young die Goldmedaille aberkannt. Alle anderen Staffeln rückten daraufhin um einen Platz vor. Bevor allerdings diese Entscheidung endgültig wirksam wurde, gab es noch ein mehrjähriges Hin und Her. Zunächst ging es um den positiven Dopingbefund des nur im Vorlauf eingesetzten Jerome Young. Es wurde entschieden, dass nur ihm der Olympiasieg aberkannt wurde, während die anderen US-Läufer ihr Gold noch behalten konnten. Endgültig wurde das gesamte US-Team dann 2012 disqualifiziert und Nigerias Läufer erhielten offiziell die Goldmedaille. Dies allerdings kam für Sunday Bada zu spät – er war wenige Monate vor der Entscheidung des IOC verstorben.

### 20 km Gehen
| Platz | Athlet                     | Land | Zeit (h)   |
| ----- | -------------------------- | ---- | ---------- |
| 1     | Robert Korzeniowski        | POL  | 1:18:59 OR |
| 2     | Noé Hernández              | MEX  | 1:19:03000 |
| 3     | Wladimir Andrejew          | RUS  | 1:19:27000 |
| 4     | Jefferson Pérez            | ECU  | 1:20:18000 |
| 5     | Andreas Erm                | GER  | 1:20:25000 |
| 6     | Roman Rasskasow            | RUS  | 1:20:57000 |
| 7     | Francisco Javier Fernández | ESP  | 1:21:01000 |
| 8     | Nathan Deakes              | AUS  | 1:21:03000 |

Datum: 22. September 2000, 12:50 Uhr

### 50 km Gehen

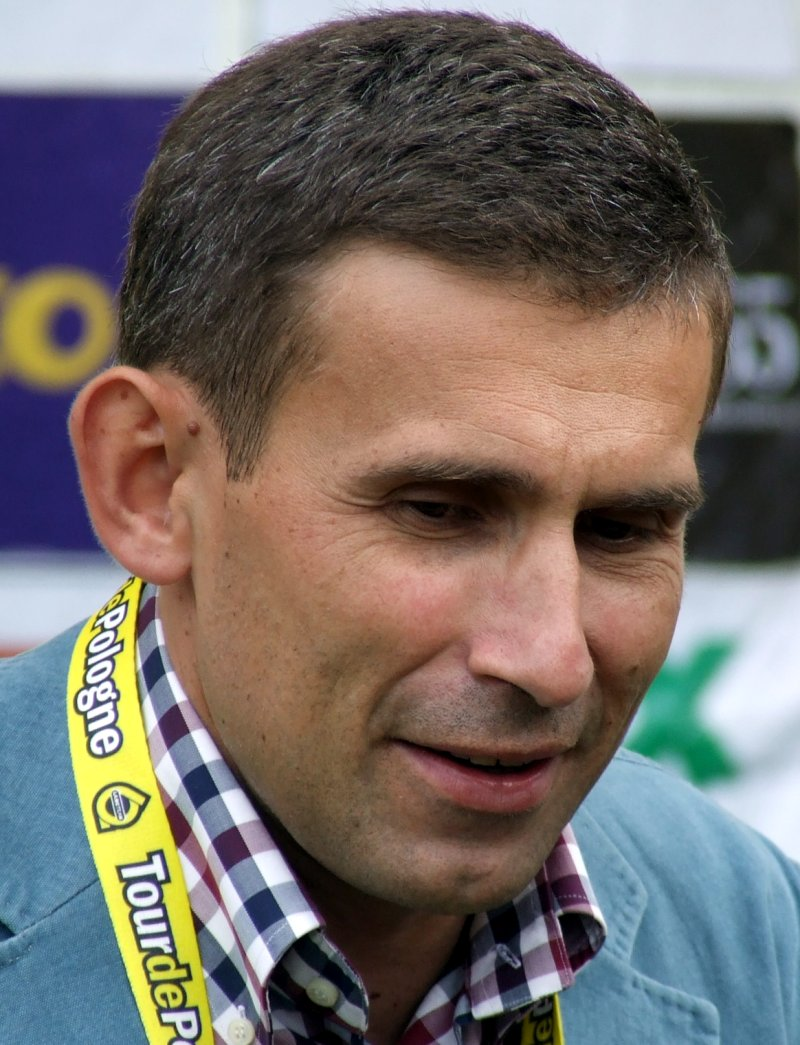
Robert Korzeniowski – zweites Gold in Sydney drittes Gold insgesamt

| Platz | Athlet                 | Land | Zeit (h) |
| ----- | ---------------------- | ---- | -------- |
| 1     | Robert Korzeniowski    | POL  | 3:42:22  |
| 2     | Aigars Fadejevs        | LAT  | 3:43:40  |
| 3     | Joel Sánchez           | MEX  | 3:44:36  |
| 4     | Valentí Massana        | ESP  | 3:46:01  |
| 5     | Nikolai Matjuchin      | RUS  | 3:46:37  |
| 6     | Nathan Deakes          | AUS  | 3:47:29  |
| 7     | Miguel Ángel Rodríguez | MEX  | 3:48:12  |
| 8     | Roman Magdziarczyk     | POL  | 3:48:17  |

Datum: 29. September 2000, 8:00 Uhr

### Hochsprung
| Platz | Athlet                | Land | Höhe (m) |
| ----- | --------------------- | ---- | -------- |
| 1     | Sergei Kljugin        | RUS  | 2,35     |
| 2     | Javier Sotomayor      | CUB  | 2,32     |
| 3     | Abderrahmane Hammad   | ALG  | 2,32     |
| 4     | Stefan Holm           | SWE  | 2,32     |
| 5     | Konstantin Matusevich | ISR  | 2,32     |
| 6     | Staffan Strand        | SWE  | 2,32     |
| 6     | Mark Boswell          | CAN  | 2,32     |
| 8     | Wolfgang Kreißig      | GER  | 2,29     |

Finale: 24. September 2000, 18:10 Uhr

### Stabhochsprung
| Platz | Athlet            | Land | Höhe (m) |
| ----- | ----------------- | ---- | -------- |
| 1     | Nick Hysong       | USA  | 5,90     |
| 2     | Lawrence Johnson  | USA  | 5,90     |
| 3     | Maxim Tarassow    | RUS  | 5,90     |
| 4     | Michael Stolle    | GER  | 5,90     |
| 5     | Dmitri Markov     | AUS  | 5,80     |
| 5     | Viktor Chistiakov | AUS  | 5,80     |
| 7     | Okkert Brits      | RSA  | 5,80     |
| 8     | Danny Ecker       | GER  | 5,80     |

Finale: 29. September 2000, 18:30 Uhr

### Weitsprung
| Platz | Athlet                 | Land | Weite (m) |
| ----- | ---------------------- | ---- | --------- |
| 1     | Iván Pedroso           | CUB  | 8,55      |
| 2     | Jai Taurima            | AUS  | 8,49      |
| 3     | Roman Schtschurenko    | UKR  | 8,31      |
| 4     | Oleksij Lukaschewytsch | UKR  | 8,26      |
| 5     | Kofi Amoah Prah        | GER  | 8,19      |
| 6     | Peter Burge            | AUS  | 8,15      |
| 7     | Luis Felipe Méliz      | CUB  | 8,08      |
| 8     | Dwight Phillips        | USA  | 8,06      |

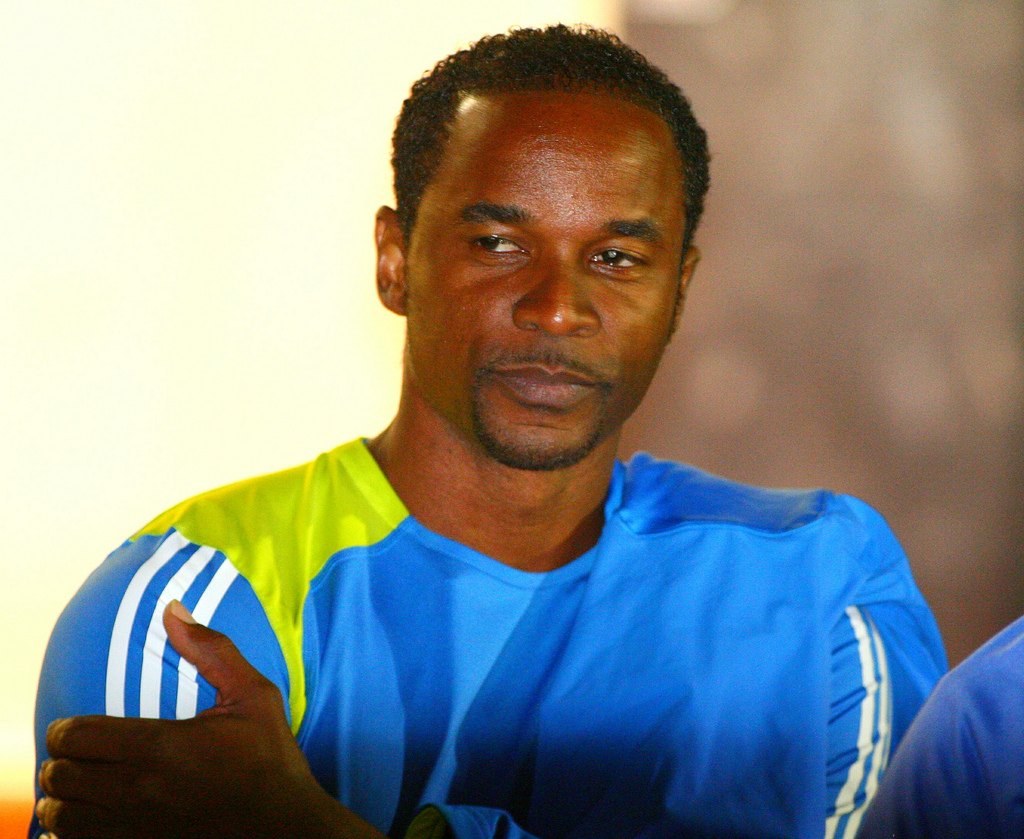
Favorit Iván Pedroso setzte sich am Ende durch und gewann Gold

Finale: 28. September 2000, 18:45 Uhr

### Dreisprung
| Platz | Athlet           | Land | Weite (m) |
| ----- | ---------------- | ---- | --------- |
| 1     | Jonathan Edwards | GBR  | 17,71     |
| 2     | Yoel García      | CUB  | 17,47     |
| 3     | Denis Kapustin   | RUS  | 17,46     |
| 4     | Yoelbi Quesada   | CUB  | 17,37     |
| 5     | Onochie Achike   | GBR  | 17,29     |
| 6     | Phillips Idowu   | GBR  | 17,08     |
| 7     | Robert Howard    | USA  | 17,05     |
| 8     | Paolo Camossi    | ITA  | 16,96     |

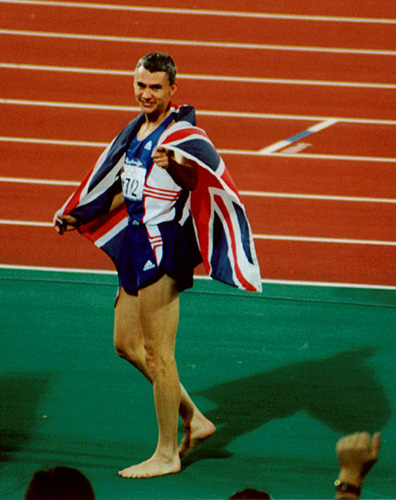
Favoritensieg für Jonathan Edwards

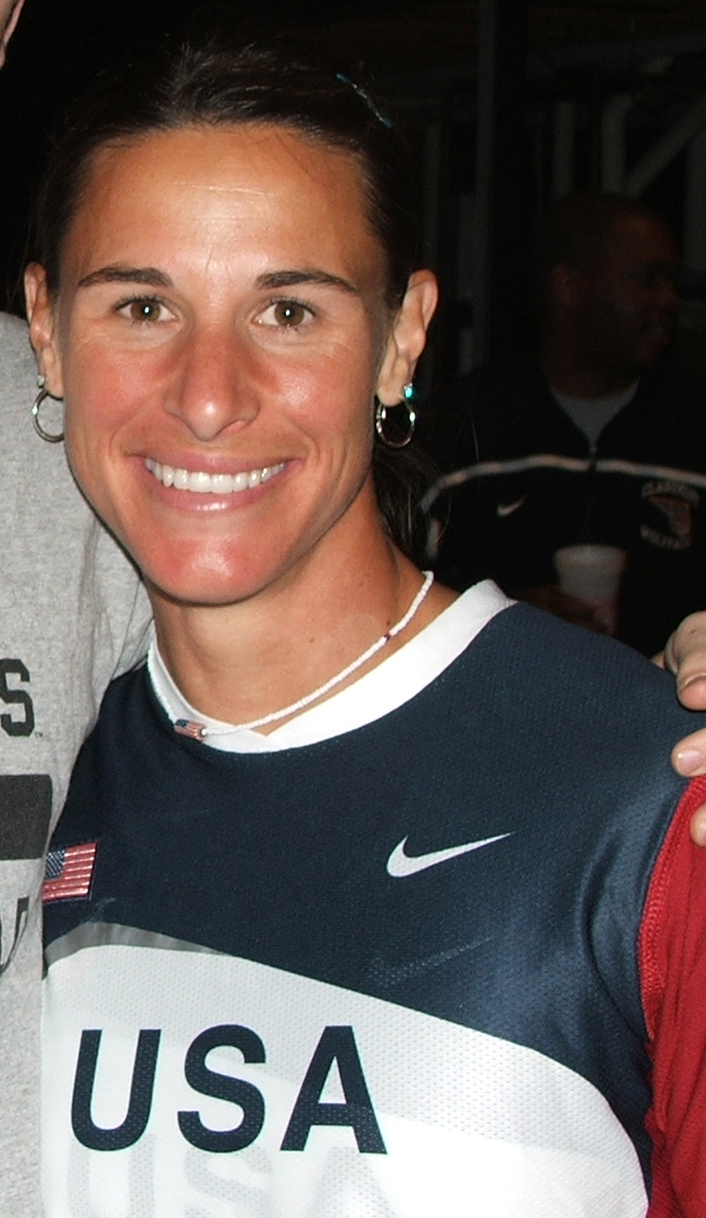
Olympiasieg für die favorisierte Stacy Dragila

Finale: 25. September 2000, 20:00 Uhr

### Kugelstoßen
| Platz | Athlet            | Land | Weite (m) |
| ----- | ----------------- | ---- | --------- |
| 1     | Arsi Harju        | FIN  | 21,29     |
| 2     | Adam Nelson       | USA  | 21,21     |
| 3     | John Godina       | USA  | 21,20     |
| 4     | Andy Bloom        | USA  | 20,87     |
| 5     | Jurij Bilonoh     | UKR  | 20,84     |
| 6     | Manuel Martínez   | ESP  | 20,55     |
| 7     | Janus Robberts    | RSA  | 20,32     |
| 8     | Oliver-Sven Buder | GER  | 20,18     |

Finale: 22. September 2000, 18:45 Uhr

### Diskuswurf
| Platz | Athlet                    | Land | Weite (m) |
| ----- | ------------------------- | ---- | --------- |
| 1     | Virgilijus Alekna         | LTU  | 69,30     |
| 2     | Lars Riedel               | GER  | 68,50     |
| 3     | Frantz Kruger             | RSA  | 68,19     |
| 4     | Wassil Kapzjuch           | BLR  | 67,59     |
| 5     | Adam Setliff              | USA  | 66,02     |
| 6     | Jason Tunks               | CAN  | 65,80     |
| 7     | Uladsimir Dubrouschtschyk | BLR  | 65,13     |
| 8     | Jürgen Schult             | GER  | 64,41     |

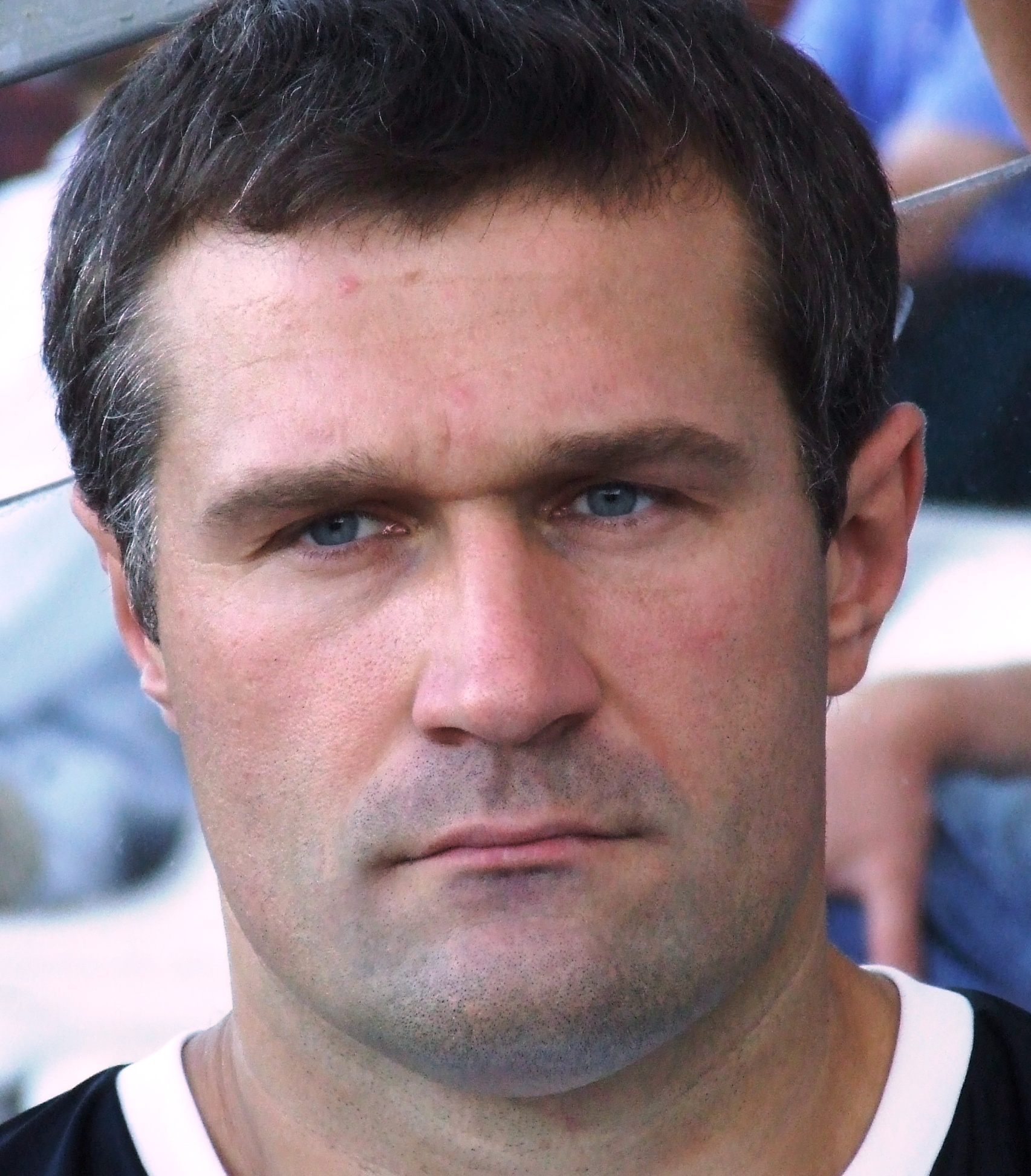
Der favorisierte Virgilijus Alekna gewann Gold

Finale: 25. September 2000, 19.00 Uhr

### Hammerwurf
| Platz | Athlet             | Land | Weite (m) |
| ----- | ------------------ | ---- | --------- |
| 1     | Szymon Ziółkowski  | POL  | 80,02     |
| 2     | Nicola Vizzoni     | ITA  | 79,64     |
| 3     | Ihar Astapkowitsch | BLR  | 79,17     |
| 4     | Iwan Zichan        | BLR  | 79,17     |
| 5     | Ilja Konowalow     | RUS  | 78,56     |
| 6     | Loris Paoluzzi     | ITA  | 78,18     |
| 7     | Tibor Gécsek       | HUN  | 77,70     |
| 8     | Vladimir Maška     | CZE  | 77,32     |

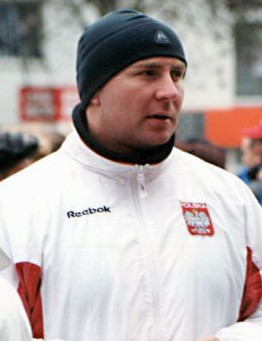
Szymon Ziółkowski übertraf als einziger Werfer die 80-Meter-Marke

Finale: 24. September 2000, 20:50 Uhr

### Speerwurf
| Platz | Athlet                  | Land | Weite (m) |
| ----- | ----------------------- | ---- | --------- |
| 1     | Jan Železný             | CZE  | 90,17 OR  |
| 2     | Steve Backley           | GBR  | 89,85000  |
| 3     | Sergei Makarow          | RUS  | 88,67000  |
| 4     | Raymond Hecht           | GER  | 87,76000  |
| 5     | Aki Parviainen          | FIN  | 86,62000  |
| 6     | Konstandinos Gatsioudis | GRE  | 86,53000  |
| 7     | Boris Henry             | GER  | 85,78000  |
| 8     | Emeterio González       | CUB  | 83,33000  |

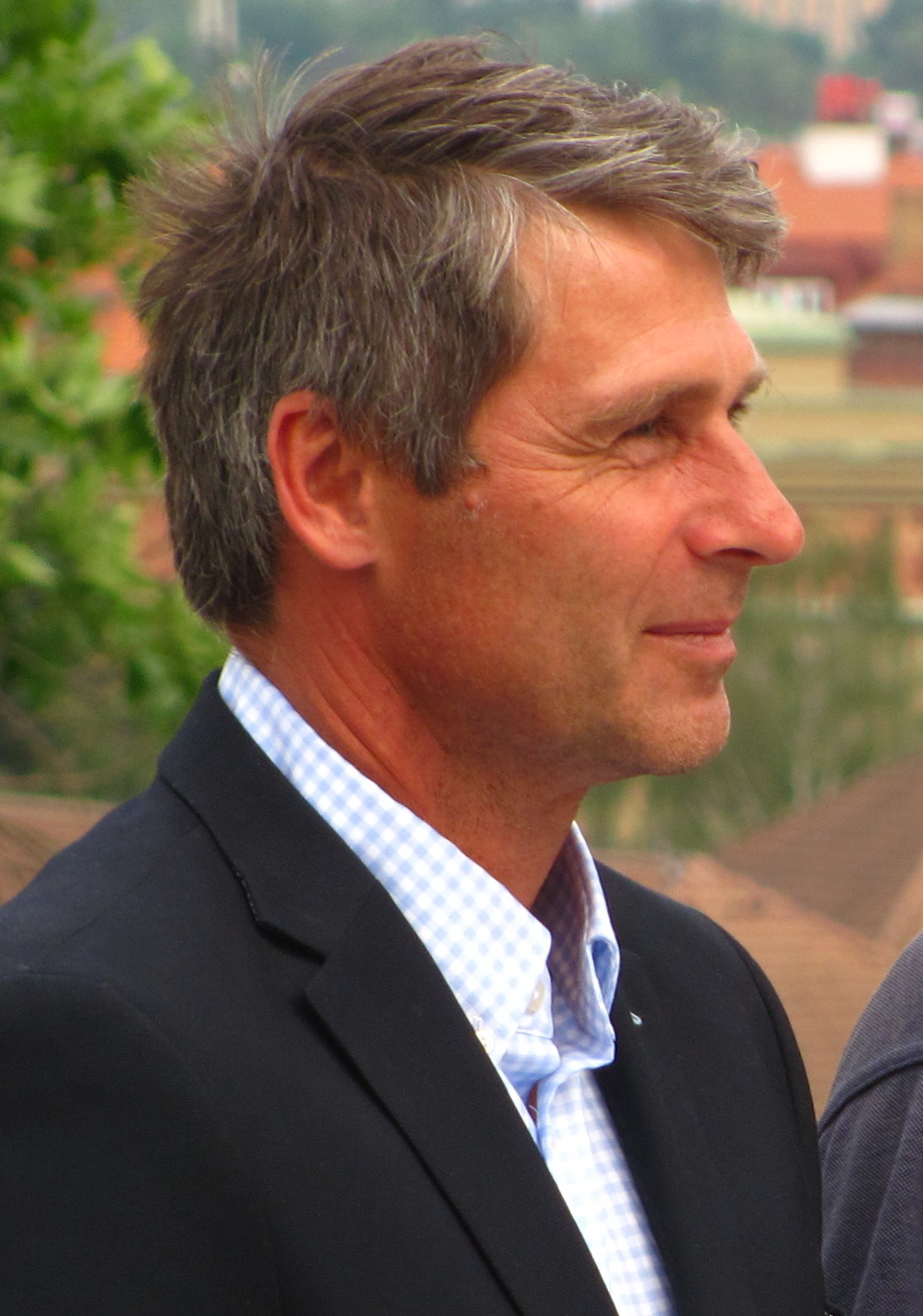
Gold gab es für den Topfavoriten Jan Železný

Finale: 22. September 2000, 20:30 Uhr

### Zehnkampf

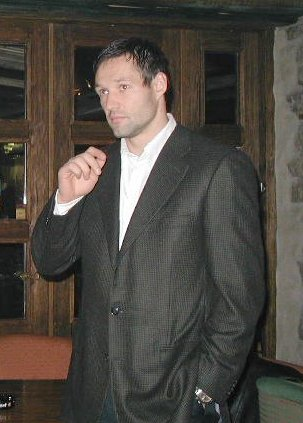
Erki Nool – erster estnischer Leichtathletik-Olympiasieger

| Platz | Athlet           | Land | Punkte |
| ----- | ---------------- | ---- | ------ |
| 1     | Erki Nool        | EST  | 8641   |
| 2     | Roman Šebrle     | CZE  | 8606   |
| 3     | Chris Huffins    | USA  | 8595   |
| 4     | Dean Macey       | GBR  | 8567   |
| 5     | Tom Pappas       | USA  | 8425   |
| 6     | Tomáš Dvořák     | CZE  | 8385   |
| 7     | Frank Busemann   | GER  | 8351   |
| 8     | Attila Zsivóczky | HUN  | 8277   |

Datum: 27./28. September 2000

## Resultate Frauen

### 100 m
| Platz | Athletin                                                           | Land                                                               | Zeit (s)                                                           |
| ----- | ------------------------------------------------------------------ | ------------------------------------------------------------------ | ------------------------------------------------------------------ |
| 1     | Goldmedaille nach Disqualifikation von Marion Jones nicht vergeben | Goldmedaille nach Disqualifikation von Marion Jones nicht vergeben | Goldmedaille nach Disqualifikation von Marion Jones nicht vergeben |
| 2     | Ekaterini Thanou                                                   | GRE                                                                | 11,12                                                              |
| 2     | Tayna Lawrence                                                     | JAM                                                                | 11,18                                                              |
| 3     | Merlene Ottey                                                      | JAM                                                                | 11,19                                                              |
| 4     | Schanna Block                                                      | UKR                                                                | 11,20                                                              |
| 5     | Chandra Sturrup                                                    | BAH                                                                | 11,21                                                              |
| 6     | Savatheda Fynes                                                    | BAH                                                                | 11,22                                                              |
| 7     | Debbie Ferguson                                                    | BAH                                                                | 11,29                                                              |
| DOP   | Marion Jones                                                       | USA                                                                | 10,87                                                              |

Finale: 22. September 2000, 20:05 Uhr
Wind: −0,4 m/s
Im Dezember 2007 wurde der erstplatzierten Marion Jones die Goldmedaille wegen Dopingvergehens aberkannt. Im Dezember 2009 erklärte das IOC, dass es keine Neuvergabe der Goldmedaille im 100-Meter-Lauf geben werde. Hauptprofiteurin bei dieser Neuvergabe wäre die Griechin Ekaterini Thanou gewesen, die 2004, kurz vor den Olympischen Spielen 2004 in Athen ebenfalls wegen Dopingmissbrauchs gesperrt wurde. Die beiden Jamaikanerinnen Tayna Lawrence und Merlene Ottey rückten dafür jeweils einen Platz auf. Lawrence erhielt ebenso wie Thanou nachträglich eine Silber-, Ottey eine Bronzemedaille.

### 200 m
| Platz | Athletin                 | Land | Zeit (s) |
| ----- | ------------------------ | ---- | -------- |
| 1     | Pauline Davis-Thompson   | BAH  | 22,27    |
| 2     | Susanthika Jayasinghe    | SRI  | 22,28    |
| 3     | Beverly McDonald         | JAM  | 22,35    |
| 4     | Debbie Ferguson          | BAH  | 22,37    |
| 5     | Melinda Gainsford-Taylor | AUS  | 22,42    |
| 6     | Cathy Freeman            | AUS  | 22,53    |
| 7     | Schanna Block            | UKR  | 22,66    |
| DOP   | Marion Jones             | USA  | 21,84    |

Finale: 28. September 2000, 19:55 Uhr
Wind: +0,7 m/s
Die Goldmedaille der 2007 wegen Dopingvergehens disqualifizierten erstplatzierten US-Amerikanerin Marion Jones wurde vom IOC im Dezember 2009 Pauline Davis-Thompson von den Bahamas zuerkannt und alle weiteren Finalteilnehmerinnen rückten ebenfalls um eine Position vor.

### 400 m

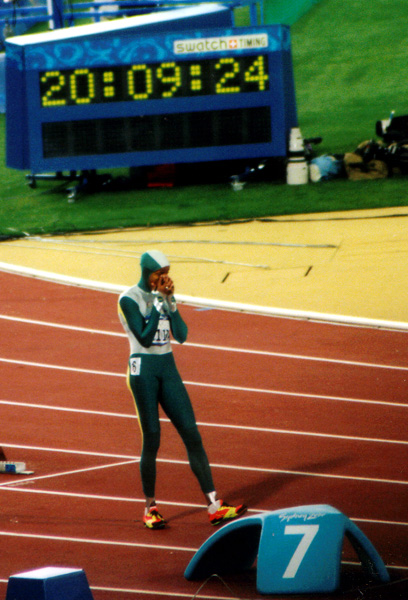
Olympiasiegerin Cathy Freeman kurz vor dem Finalstart

| Platz | Athletin         | Land | Zeit (s) |
| ----- | ---------------- | ---- | -------- |
| 1     | Cathy Freeman    | AUS  | 49,11    |
| 2     | Lorraine Graham  | JAM  | 49,58    |
| 3     | Katharine Merry  | GBR  | 49,72    |
| 4     | Donna Fraser     | GBR  | 49,79    |
| 5     | Ana Guevara      | MEX  | 49,96    |
| 6     | Heide Seyerling  | RSA  | 50,05    |
| 7     | Falilat Ogunkoya | NGR  | 50,12    |
| 8     | Olga Kotljarowa  | RUS  | 51,04    |

Finale: 25. September 2000, 20:10 Uhr
In diesem Wettbewerb kam es zu einem Dopingfall. Betroffen war die nachträglich disqualifizierte Russin Swetlana Pospelowa, die als Vierte ihres Vorlaufs ausgeschieden war.

### 800 m
| Platz | Athletin               | Land | Zeit (min) |
| ----- | ---------------------- | ---- | ---------- |
| 1     | Maria de Lurdes Mutola | MOZ  | 1:56,15    |
| 2     | Stephanie Graf         | AUT  | 1:56,64    |
| 3     | Kelly Holmes           | GBR  | 1:56,80    |
| 4     | Brigita Langerholc     | SLO  | 1:58,51    |
| 5     | Helena Fuchsová        | CZE  | 1:58,56    |
| 6     | Zulia Calatayud        | CUB  | 1:58,66    |
| 7     | Hazel Clark            | USA  | 1:58,75    |
| 8     | Hasna Benhassi         | MAR  | 1:59,27    |

Finale: 25. September 2000, 21:35 Uhr

### 1500 m
| Platz | Athletin            | Land | Zeit (min) |
| ----- | ------------------- | ---- | ---------- |
| 1     | Nouria Mérah-Benida | ALG  | 4:05,10    |
| 2     | Violeta Szekely     | ROM  | 4:05,15    |
| 3     | Gabriela Szabo      | ROM  | 4:05,27    |
| 4     | Kutre Dulecha       | ETH  | 4:05,33    |
| 5     | Lidia Chojecka      | POL  | 4:06,42    |
| 6     | Anna Jakubczak      | POL  | 4:06,49    |
| 7     | Kelly Holmes        | GBR  | 4:08,02    |
| 8     | Marla Runyan        | USA  | 4:08,30    |

Finale: 30. September 2000, 20:20 Uhr

### 5000 m
| Platz | Athletin         | Land | Zeit (min)  |
| ----- | ---------------- | ---- | ----------- |
| 1     | Gabriela Szabo   | ROM  | 14:40,79 OR |
| 2     | Sonia O’Sullivan | IRL  | 14:41,02000 |
| 3     | Gete Wami        | ETH  | 14:42,23000 |
| 4     | Ayelech Worku    | ETH  | 14:42,67000 |
| 5     | Irina Mikitenko  | GER  | 14:43,59000 |
| 6     | Lydia Cheromei   | KEN  | 14:47,35000 |
| 7     | Werknesh Kidane  | ETH  | 14:47,40000 |
| 8     | Olga Jegorowa    | RUS  | 14:50,31000 |

Finale: 25. September 2000, 20:55 Uhr

### 10.000 m
| Platz | Athletin         | Land | Zeit (min)  |
| ----- | ---------------- | ---- | ----------- |
| 1     | Derartu Tulu     | ETH  | 30:17,49 OR |
| 2     | Gete Wami        | ETH  | 30:22,48000 |
| 3     | Fernanda Ribeiro | POR  | 30:22,88000 |
| 4     | Paula Radcliffe  | GBR  | 30:26,97000 |
| 5     | Tegla Loroupe    | KEN  | 30:37,26000 |
| 6     | Sonia O’Sullivan | IRL  | 30:53,37000 |
| 7     | Li Ji            | CHN  | 31:06,94000 |
| 8     | Elana Meyer      | RSA  | 31:14,70000 |

Finale: 30. September 2000, 19:00 Uhr

### Marathon

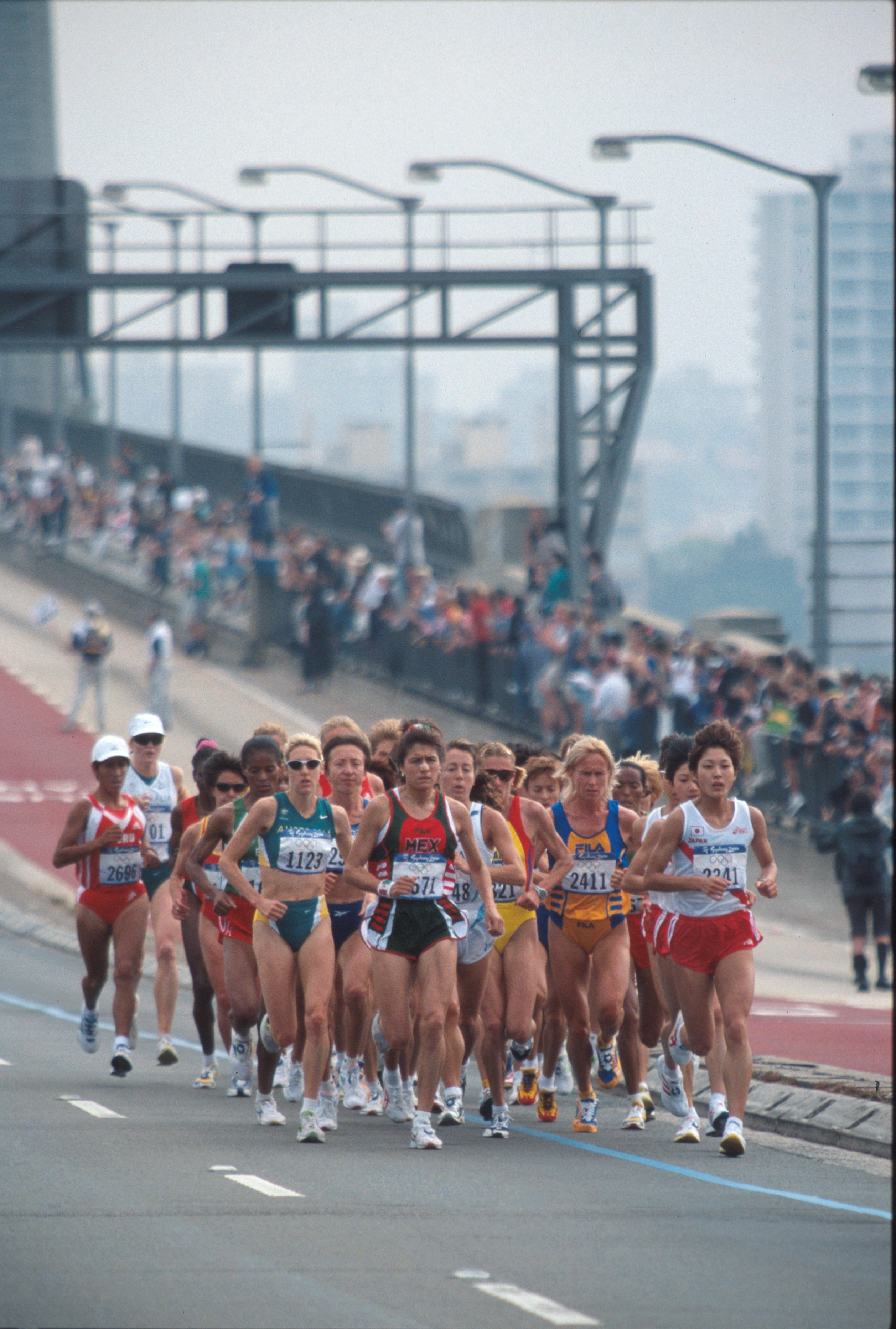
Die Marathonläuferinnen auf der Harbour Bridge

| Platz | Athletin             | Land | Zeit (h)   |
| ----- | -------------------- | ---- | ---------- |
| 1     | Naoko Takahashi      | JPN  | 2:23:14 OR |
| 2     | Lidia Șimon          | ROM  | 2:23:22000 |
| 3     | Joyce Chepchumba     | KEN  | 2:24:45000 |
| 4     | Esther Wanjiru Maina | KEN  | 2:26:17000 |
| 5     | Madina Biktagirowa   | RUS  | 2:26:33000 |
| 6     | Elfenesh Alemu       | ETH  | 2:26:54000 |
| 7     | Eri Yamaguchi        | JPN  | 2:27:03000 |
| 8     | Ham Bong-sil         | PRK  | 2:27:07000 |

Datum: 24. September 2000

### 100 m Hürden

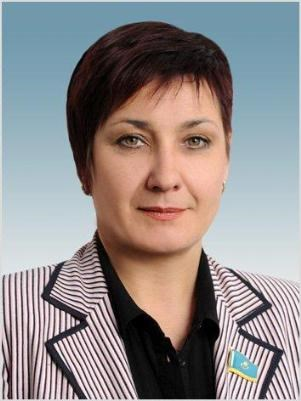
Etwas überraschend wurde Olga Schischigina Olympiasiegerin

| Platz | Athletin               | Land | Zeit (s) |
| ----- | ---------------------- | ---- | -------- |
| 1     | Olga Schischigina      | KAZ  | 12,65    |
| 2     | Glory Alozie           | NGR  | 12,68    |
| 3     | Melissa Morrison       | USA  | 12,76    |
| 4     | Delloreen Ennis-London | JAM  | 12,80    |
| 5     | Aliuska López          | CUB  | 12,83    |
| 6     | Nicole Ramalalanirina  | FRA  | 12,91    |
| 7     | Linda Ferga            | FRA  | 13,11    |
| 8     | Brigitte Foster        | JAM  | 13,49    |

Finale: 27. September 2000
Wind: ±0,0 m/s

### 400 m Hürden
| Platz | Athletin                       | Land | Zeit (s) |
| ----- | ------------------------------ | ---- | -------- |
| 1     | Irina Priwalowa                | RUS  | 53,02    |
| 2     | Deon Hemmings                  | JAM  | 53,45    |
| 3     | Nezha Bidouane                 | MAR  | 53,57    |
| 4     | Daimí Pernía                   | CUB  | 53,68    |
| 5     | Tetjana Tereschtschuk-Antipowa | UKR  | 53,98    |
| 6     | Ionela Târlea                  | ROM  | 54,35    |
| 7     | Guðrún Arnardóttir             | ISL  | 54,63    |
| 8     | Tasha Danvers                  | GBR  | 55,00    |

Finale: 27. September 2000, 20:55 Uhr

### 4 × 100 m Staffel
| Platz | Land                | Athletinnen | Zeit (s) |
| ----- | ------------------- | --- | -------- |
| 1     | Bahamas             | Savatheda Fynes Chandra Sturrup Pauline Davis-Thompson Debbie Ferguson (Finale) in den Vorläufen/Halbfinals außerdem: Eldece Clarke-Lewis            | 41,95    |
| 2     | Jamaika             | Tayna Lawrence Veronica Campbell Beverly McDonald Merlene Ottey (Finale) in den Vorläufen/Halbfinals außerdem: Merlene Frazer                        | 42,13    |
| 3     | USA                 | Chryste Gaines Torri Edwards Nanceen Perry Marion Jones (Finale) in den Vorläufen/Halbfinals außerdem: Passion Richardson                            | 42,20    |
| 4     | Frankreich          | Linda Ferga (Finale) Muriel Hurtis Fabé Dia Christine Arron in den Vorläufen/Halbfinals außerdem: Sandra Citte                                       | 42,42    |
| 5     | Russland            | Natalja Ignatowa Marina Trandenkowa Irina Chabarowa (Halbfinale/Finale) Natalja Pomoschtschnikowa-Woronowa in den Vorläufen außerdem: Marina Kislowa | 43,02    |
| 6     | Deutschland         | Gabi Rockmeier Sabrina Mulrain Andrea Philipp Marion Wagner                                                                                          | 43,11    |
| 7     | Nigeria             | Glory Alozie Benedicta Ajudua Mercy Nku Mary Onyali-Omagbemi                                                                                         | 44,05    |
| 8     | Volksrepublik China | Zeng Xiujun Liu Xiaomei Qin Wangping Li Xuemei | 44,87    |

Finale: 30. September 2000, 19:40 Uhr
Am 12. Dezember 2007 wurde Marion Jones wegen Verstoßes gegen die Dopingbestimmungen disqualifiziert. Am 10. April 2008 entschied das IOC-Exekutivkomitee, die Stafette der Vereinigten Staaten insgesamt zu disqualifizieren. Gegen diese Entscheidung klagten drei der vier anderen Läuferinnen – Chryste Gaines, Torri Edwards, Passion Richardson – vor dem Internationalen Sportgerichtshof CAS, der im Juli 2010 zu den Gunsten der Klägerinnen entschied.

### 4 × 400 m Staffel
| Platz | Land           | Athletinnen | Zeit (s) |
| ----- | -------------- | --- | -------- |
| 1     | USA            | Jearl Miles Clark Monique Hennagan (Marion Jones) (Finale) LaTasha Colander in den Vorläufen außerdem: Andrea Anderson                              | 3:22,62  |
| 2     | Jamaika        | Sandie Richards Catherine Scott Deon Hemmings (Finale) Lorraine Graham (Finale) in den Vorläufen außerdem: Charmaine Howell Michelle Burgher        | 3:23,25  |
| 3     | Russland       | Julija Sotnikowa Swetlana Gontscharenko Olga Kotljarowa (Finale) Irina Priwalowa (Finale) in den Vorläufen außerdem: Olesja Sykina Natalja Nasarowa | 3:23,46  |
| 4     | Nigeria        | Olabisi Afolabi Charity Opara Rosemary Okafor Falilat Ogunkoya (Finale) in den Vorläufen außerdem: Doris Jacob                                      | 3:23,80  |
| 5     | Australien     | Nova Peris Tamsyn Lewis Melinda Gainsford-Taylor (Finale) Cathy Freeman (Finale) in den Vorläufen außerdem: Susan Andrews Jana Pittman              | 3:23,81  |
| 6     | Großbritannien | Tasha Danvers (Finale) Donna Fraser Allison Curbishley Katharine Merry in den Vorläufen außerdem: Helen Frost                                       | 3:25,67  |
| 7     | Tschechien     | Jitka Burianová Hana Benešova Lenka Ficková Helena Fuchsová                                                                                         | 3:29,17  |
| 8     | Kuba           | Zulia Calatayud Julia Duporty Idalmis Bonne Daimí Pernía                                                                                            | 3:29,47  |

Finale: 30. September 2000, 21:35 Uhr
Am 12. Dezember 2007 wurde Marion Jones wegen Verstoßes gegen die Dopingbestimmungen disqualifiziert. Am 10. April 2008 entschied das IOC-Exekutivkomitee, die Stafette der Vereinigten Staaten insgesamt zu disqualifizieren. Gegen diese Entscheidung klagten die anderen vier Läuferinnen vor dem Internationalen Sportgerichtshof CAS, der im Juli 2010 zu Gunsten der Klägerinnen entschied.

### 20 km Gehen
| Platz | Athletin                | Land | Zeit (h)   |
| ----- | ----------------------- | ---- | ---------- |
| 1     | Wang Liping             | CHN  | 1:29:05 OR |
| 2     | Kjersti Plätzer         | NOR  | 1:29:33000 |
| 3     | María Vasco             | ESP  | 1:30:23000 |
| 4     | Erica Alfridi           | ITA  | 1:31:25000 |
| 5     | María Guadalupe Sánchez | MEX  | 1:31:33000 |
| 6     | Norica Câmpean          | ROM  | 1:31:50000 |
| 7     | Kerry Saxby-Junna       | AUS  | 1:32:02000 |
| 8     | Tatjana Gudkowa         | RUS  | 1:32:35000 |

Datum: 24. September 2000, 10:45 Uhr

### Hochsprung
| Platz | Athletin            | Land | Höhe (m) |
| ----- | ------------------- | ---- | -------- |
| 1     | Jelena Jelessina    | RUS  | 2,01     |
| 2     | Hestrie Cloete      | RSA  | 2,01     |
| 3     | Kajsa Bergqvist     | SWE  | 1,99     |
| 3     | Oana Pantelimon     | ROM  | 1,99     |
| 5     | Inha Babakowa       | UKR  | 1,96     |
| 6     | Swetlana Salewskaja | KAZ  | 1,96     |
| 7     | Wita Palamar        | UKR  | 1,96     |
| 8     | Amewu Mensah        | GER  | 1,93     |

Finale: 30. September 2000, 19:00 Uhr

### Stabhochsprung
| Platz | Athletin               | Land | Höhe (m) |
| ----- | ---------------------- | ---- | -------- |
| 1     | Stacy Dragila          | USA  | 4,60 OR  |
| 2     | Tatiana Grigorieva     | AUS  | 4,55000  |
| 3     | Vala Flosadóttir       | ISL  | 4,50000  |
| 4     | Daniela Bártová        | CZE  | 4,50000  |
| 5     | Nicole Humbert         | GER  | 4,45     |
| 6     | Yvonne Buschbaum       | GER  | 4,40000  |
| 7     | Monika Pyrek           | POL  | 4,40000  |
| 8     | Marie Bagger Rasmussen | DEN  | 4,35000  |

Finale: 25. September 2000, 18:00 Uhr

### Weitsprung
| Platz | Athletin         | Land | Weite (m) |
| ----- | ---------------- | ---- | --------- |
| 1     | Heike Drechsler  | GER  | 6,9900    |
| 2     | Fiona May        | ITA  | 6,9200    |
| 3     | Tatjana Kotowa   | RUS  | 6,8300    |
| 4     | Olga Rubljowa    | RUS  | 6,7900    |
| 5     | Susen Tiedtke    | GER  | 6,7400    |
| 6     | Jackie Edwards   | BAH  | 6,5900    |
| 7     | Tünde Vaszi      | HUN  | 6,5900    |
| 8     | Ljudmila Galkina | RUS  | 6,56 w    |

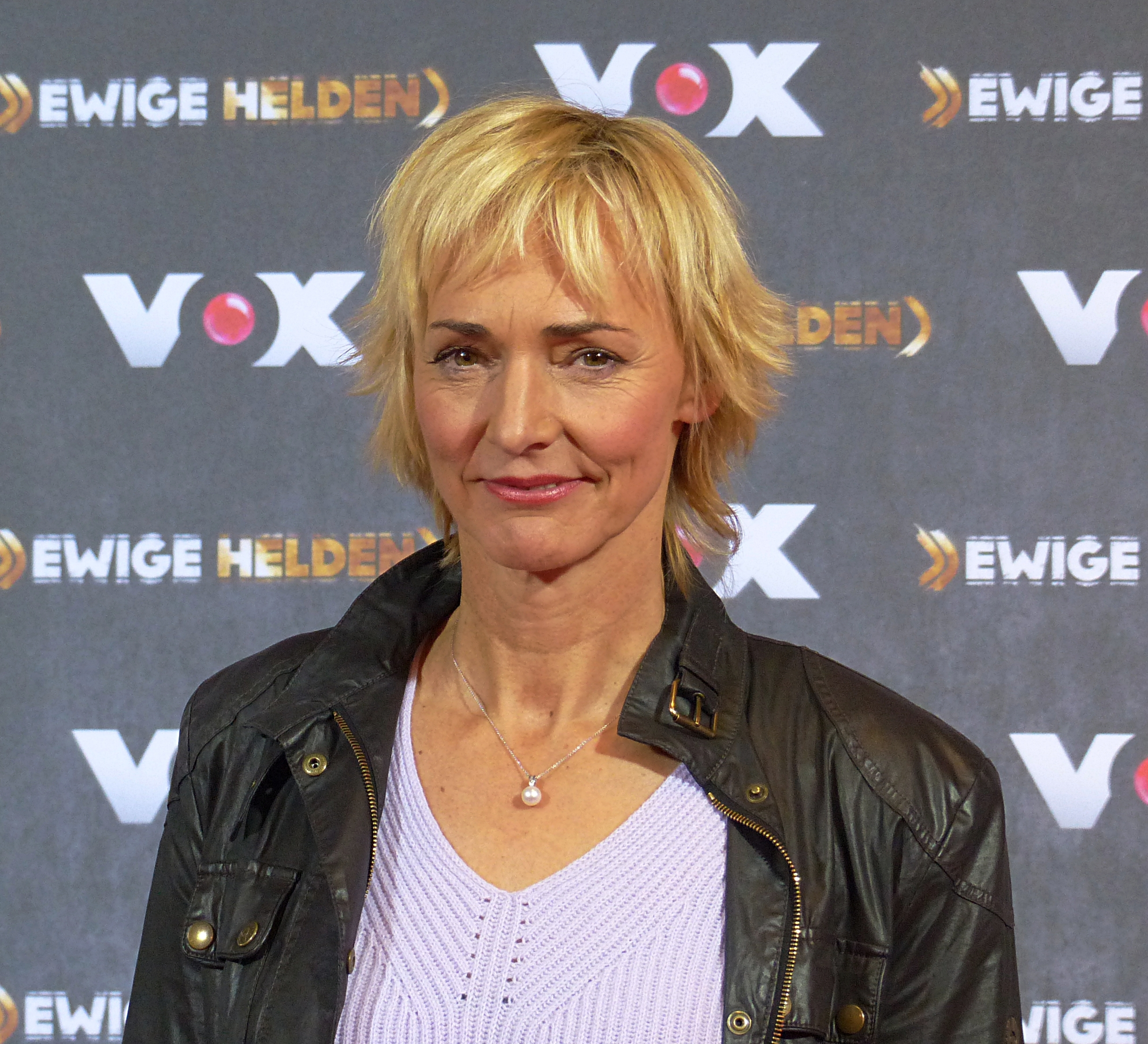
Acht Jahre nach ihrem ersten Sieg gewann Heike Drechsler ihr zweites Weitsprunggold

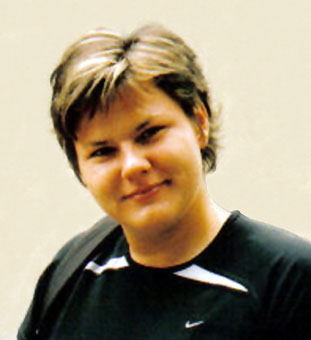
Olympiasiegerin Kamila Skolimowska

Finale: 29. September 2000, 19:20 Uhr
Die Bronzemedaille der 2007 wegen Dopingvergehens disqualifizierten zunächst drittplatzierten Marion Jones aus den USA wurde vom IOC im Dezember 2009 der Russin Tatjana Kotowa zuerkannt. 2013 wurde dann festgestellt, dass Kotowa bei den Weltmeisterschaften 2005 ebenfalls gedopt war. Dies hatte allerdings merkwürdigerweise keine Auswirkungen auf Kotowas Wertung hier in Sydney.

### Dreisprung
| Platz | Athletin         | Land | Weite (m) |
| ----- | ---------------- | ---- | --------- |
| 1     | Teresa Marinowa  | BUL  | 15,20     |
| 2     | Tatjana Lebedewa | RUS  | 15,00     |
| 3     | Olena Howorowa   | UKR  | 14,96     |
| 4     | Yamilé Aldama    | CUB  | 14,30     |
| 5     | Baya Rahouli     | ALG  | 14,17     |
| 6     | Cristina Nicolau | ROM  | 14,17     |
| 7     | Olga Vasdeki     | GRE  | 14,15     |
| 8     | Oxana Rogowa     | RUS  | 13,97     |

Finale: 24. September 2000, 19:40 Uhr

### Kugelstoßen
| Platz | Athletin            | Land | Weite (m) |
| ----- | ------------------- | ---- | --------- |
| 1     | Janina Karoltschyk  | BLR  | 20,56     |
| 2     | Larissa Peleschenko | RUS  | 19,92     |
| 3     | Astrid Kumbernuss   | GER  | 19,62     |
| 4     | Swetlana Kriweljowa | RUS  | 19,37     |
| 5     | Krystyna Zabawska   | POL  | 19,18     |
| 6     | Yumileidi Cumbá     | CUB  | 18,70     |
| 7     | Kalliopi Ouzouni    | GRE  | 18,63     |
| 8     | Nadine Kleinert     | GER  | 18,49     |

Finale: 28. September 2000, 20:30 Uhr

### Diskuswurf
| Platz | Athletin             | Land | Weite (m) |
| ----- | -------------------- | ---- | --------- |
| 1     | Elina Swerawa        | BLR  | 68,40     |
| 2     | Anastasia Kelesidou  | GRE  | 65,71     |
| 3     | Iryna Jattschanka    | BLR  | 65,20     |
| 4     | Natalja Sadowa       | RUS  | 65,00     |
| 5     | Styliani Tsikouna    | GRE  | 64,08     |
| 6     | Franka Dietzsch      | GER  | 63,18     |
| 7     | Ilke Wyludda         | GER  | 63,16     |
| 8     | Lisa-Marie Vizaniari | AUS  | 62,57     |

Finale: 27. September 2000, 20:30 Uhr

### Hammerwurf
| Platz | Athletin           | Land | Weite (m) |
| ----- | ------------------ | ---- | --------- |
| 1     | Kamila Skolimowska | POL  | 71,16 OR  |
| 2     | Olga Kusenkowa     | RUS  | 69,77000  |
| 3     | Kirsten Münchow    | GER  | 69,28000  |
| 4     | Yipsi Moreno       | CUB  | 68,33000  |
| 5     | Deborah Sosimenko  | AUS  | 67,95000  |
| 6     | Ljudmila Hubkina   | BLR  | 67,08000  |
| 7     | Dawn Ellerbe       | USA  | 66,80000  |
| 8     | Amy Palmer         | USA  | 66,15000  |

Finale: 29. September 2000, 18:00 Uhr

### Speerwurf
| Platz | Athletin            | Land | Weite (m) |
| ----- | ------------------- | ---- | --------- |
| 1     | Trine Hattestad     | NOR  | 68,91 OR  |
| 2     | Mirela Manjani      | GRE  | 67,51000  |
| 3     | Osleidys Menéndez   | CUB  | 66,18000  |
| 4     | Steffi Nerius       | GER  | 64,84000  |
| 5     | Sonia Bisset        | CUB  | 63,26000  |
| 6     | Xiomara Rivero      | CUB  | 62,92000  |
| 7     | Tatjana Schikolenko | RUS  | 62,91000  |
| 8     | Nikola Tomečková    | CZE  | 62,10000  |

Finale: 30. September 2000, 20:00 Uhr

### Siebenkampf

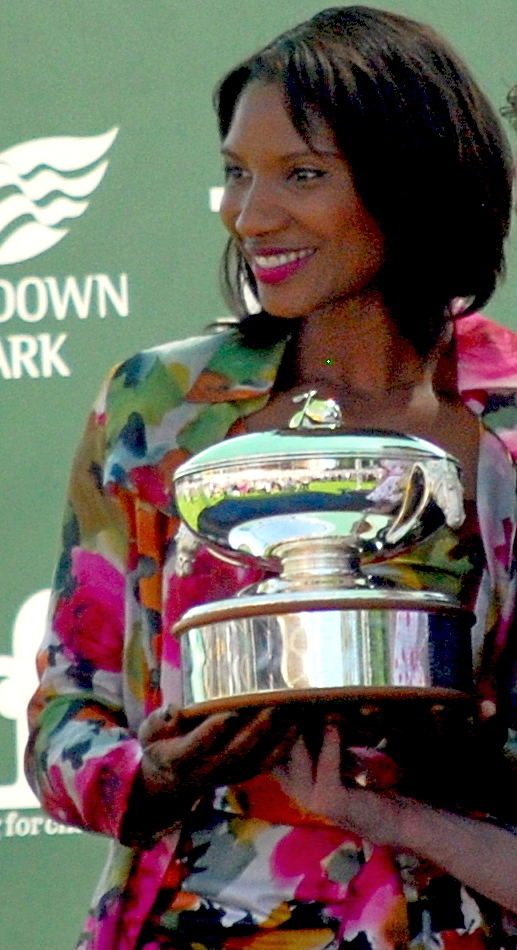
Gold für Denise Lewis

| Platz | Athletin                | Land | Punkte |
| ----- | ----------------------- | ---- | ------ |
| 1     | Denise Lewis            | GBR  | 6584   |
| 2     | Jelena Prochorowa       | RUS  | 6531   |
| 3     | Natallja Sasanowitsch   | BLR  | 6527   |
| 4     | Urszula Włodarczyk      | POL  | 6470   |
| 5     | Sabine Braun            | GER  | 6355   |
| 6     | Natalja Roschtschupkina | RUS  | 6237   |
| 7     | Karin Ertl              | GER  | 6209   |
| 8     | Tiia Hautala            | FIN  | 6173   |

Finale: 23./24. September 2000

## Video
- The Sydney 2000 Olympics - The Complete Film, Olympic History, youtube.com, abgerufen am 11. Februar 2022